# Athéna dans l'art
Pour un article plus général, voir Athéna.
Athéna est une figure souvent représentée dans l’art de la Grèce antique.

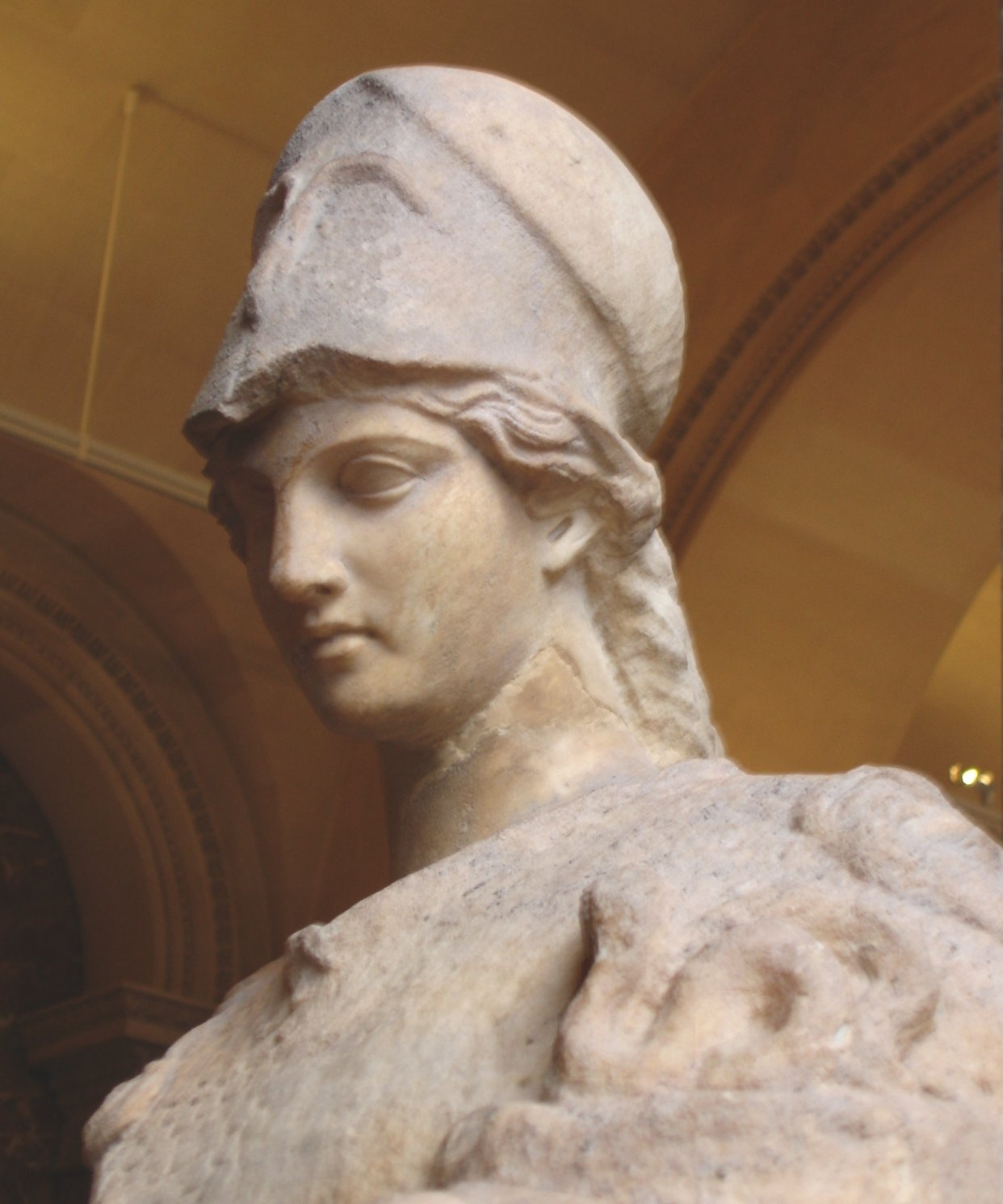
Athéna à la ciste, détail du visage. Copie romaine d'une statue grecque, peut-être la statue d'Athéna Héphaïstia par Alcamène. Musée du Louvre.

Elle a stimulé l'inspiration des artistes grecs au moins autant qu'elle l'a fait pour les écrivains. Elle est représentée dans les différentes formes d'art connues de l'Antiquité gréco-romaine : statues, statuettes, sculpture sur pierre en bas- et haut-relief, figurines et plaques en terre cuite, céramique peinte, monnaies, monnaies, sceaux, intailles, etc. Parmi ce corpus, il est possible de distinguer les représentations isolées de la déesse, notamment dans la statuaire, et celles où elle apparaît dans des scènes narratives, notamment mythologiques, en compagnie d'autres divinités et de héros.
On sait par les textes antiques qu'elle était également représentée sur des supports périssables comme le bois (notamment pour ses statues de culte) et des étoffes (le péplos). Les textes antiques évoquent en effet les représentations de la déesse jugées importantes et en donnent parfois des descriptions détaillées, notamment pour les statues de culte anciennes ou attribuées à des artistes de grand renom (Endoios, Phidias et ses disciples). On sait qu'ils servent de modèles à des copies et différentes représentations de la déesse, par exemple sur les monnaies.
Étant donné que les originaux ont disparu, il peut être tenté d'en identifier des copies parmi les représentations connues, mais cela reste incertain. Les historiens de l'art ont en tout cas distingué parmi les représentations d'Athéna, principalement les statues, plusieurs « types » iconographiques dont des répliques plus ou moins fidèles sont connues, avant tout par des copies d'époque romaine, en cherchant à les rattacher à des originaux évoqués par des textes. Ces dénominations reposent sur des termes déjà présents dans les textes antiques (Palladion, Promachos, Parthénos, Lemnia) ou bien les collections où elles se trouvent ou bien se sont trouvés depuis leur redécouverte (Médicis, Ludovisi, Rospigliosi, Hope, etc.) ou encore leur lieu de trouvaille (Velletri, Ostie-Cherchel, Arezzo, etc.).
Les représentations antiques d'Athéna ont servi d'inspiration pour celles de sa contrepartie romaine, Minerve, qui ont ensuite inspiré des artistes de l'époque moderne et contemporaine qui ont à leur tour cherché à figurer d'Athéna/Minerve ou s'en sont inspirés pour représenter d'autres figures.

## Attributs

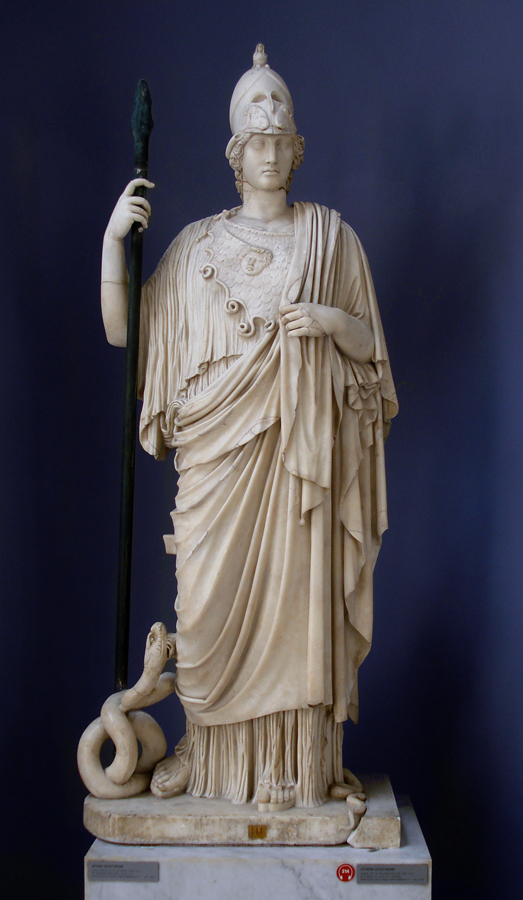
L'« Athéna Giustiniani », copie romaine d'une statue d'Athéna des. La déesse est représentée en armes, avec à ses pieds le serpent gardien de l'Acropole athénienne. Musées du Vatican.

Comme la plupart des divinités grecques, Athéna dispose d'attributs qui reflètent ses pouvoirs et domaines d'intervention, aussi certaines de ses caractéristiques telles que sa masculinisation, et permettent de l'identifier dans l'art. Elle est sans doute la déesse qui en a le plus à son actif.

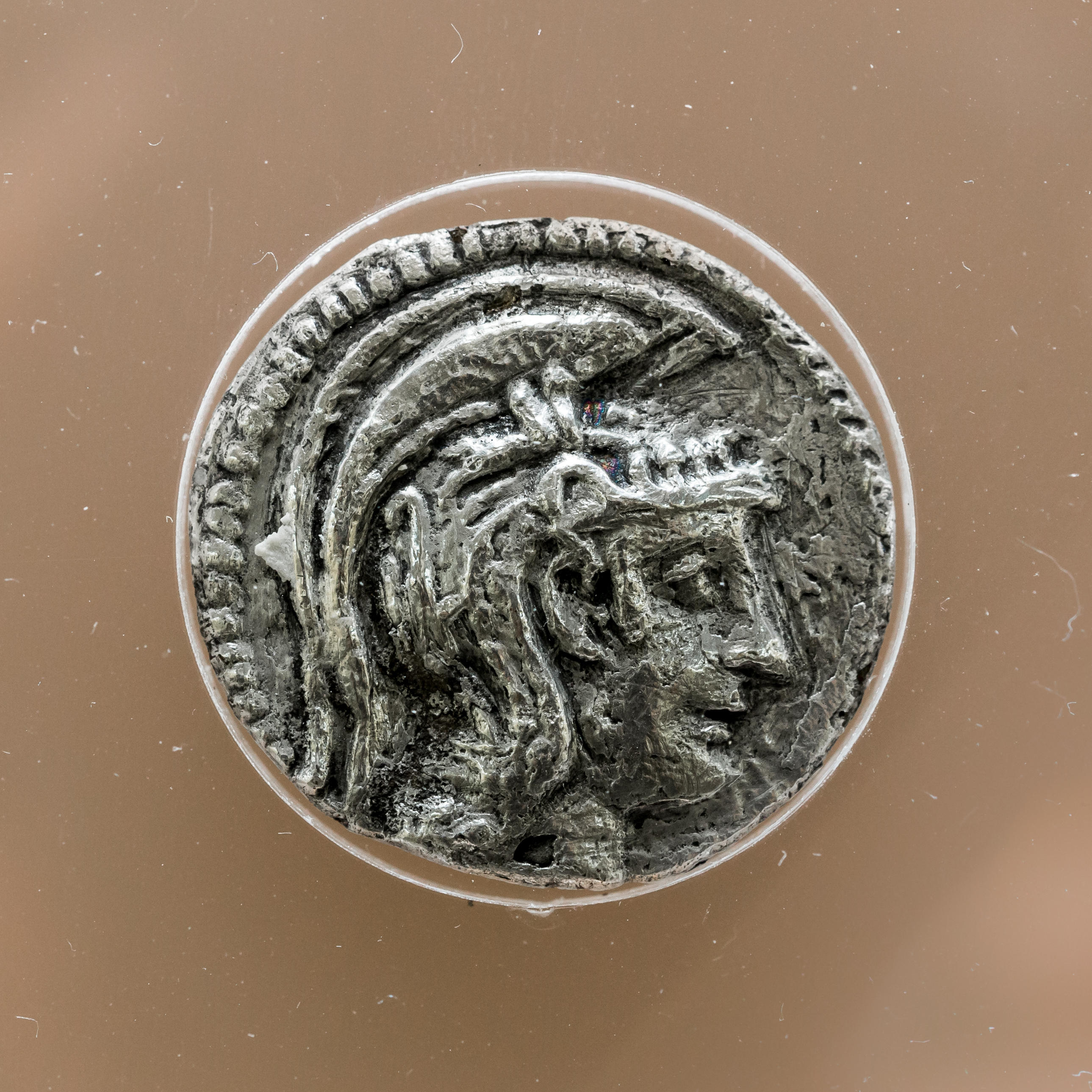
Tétradrachme athénienne du représentant Athéna casquée. Musée de l'Agora antique d'Athènes.

En tant que déesse guerrière, Athéna est une déesse armée, souvent représentée avec son casque, sa lance ou son javelot et son bouclier. La statuette protectrice appelée Palladion (« Petite Pallas ») est censée la représenter en guerrière.
Elle dispose de l'égide, symbole d'invulnérabilité partagée avec Zeus, une peau de chèvre que la déesse peut porter à la manière d'un (sur)vêtement pour se protéger et brandir pour inspirer la terreur à ses adversaires,,. Dans l'art, elle est souvent représentée sous une forme combinant la cuirasse et le manteau, avec des motifs de serpent sur la frange et souvent la tête de la Gorgone.
En effet son autre arme redoutable est le Gorgonéion, masque de méduse souvent porté sur un bouclier ou sur l'égide, pétrifie ceux qui croisent son regard.

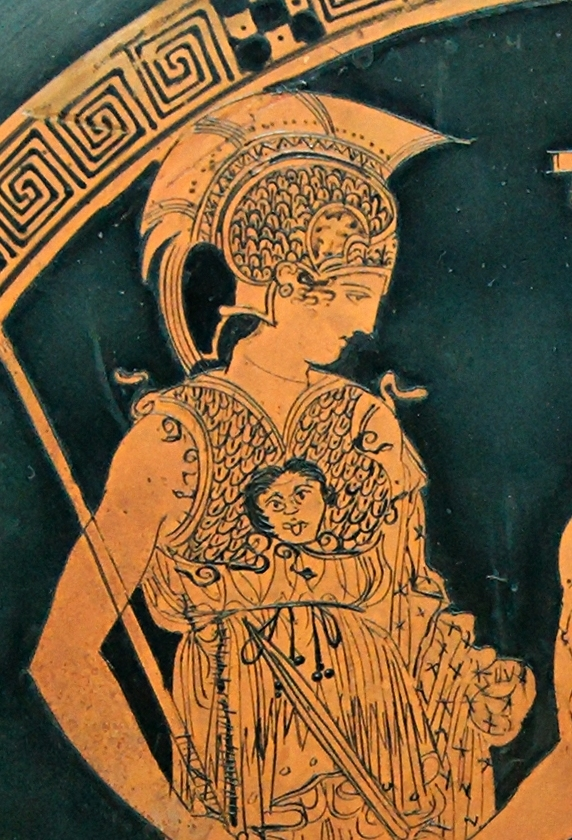
Médaillon de la « Coupe d'Aison », détail : Athéna casquée portant l'égide, avec le masque de Gorgone. Musée national archéologique d'Athènes.
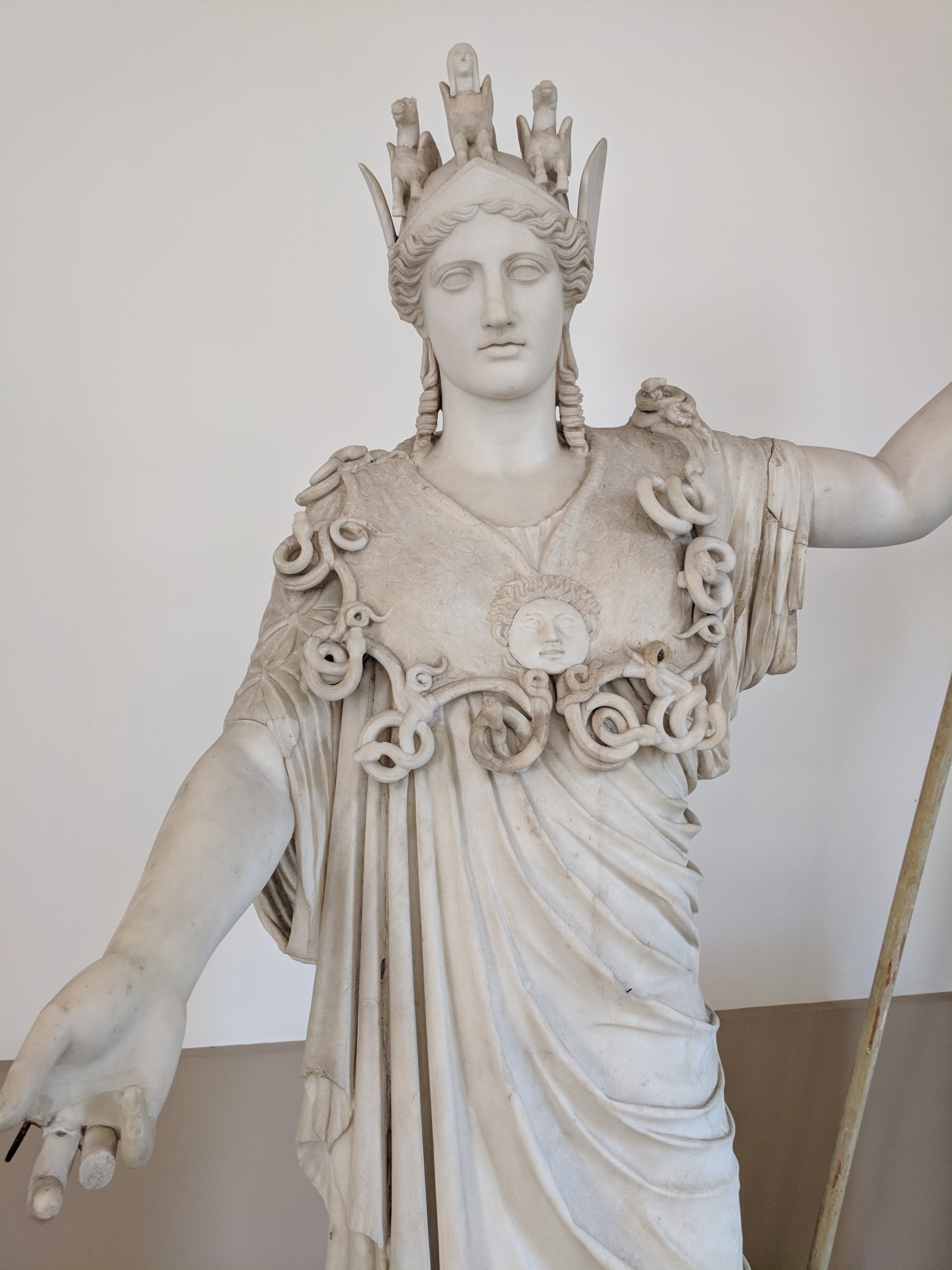
Athéna Farnèse, statue de la déesse à l'égide sous la forme d'une cuirasse bordée de serpents avec le masque de Gorgone. Musée archéologique national de Naples.
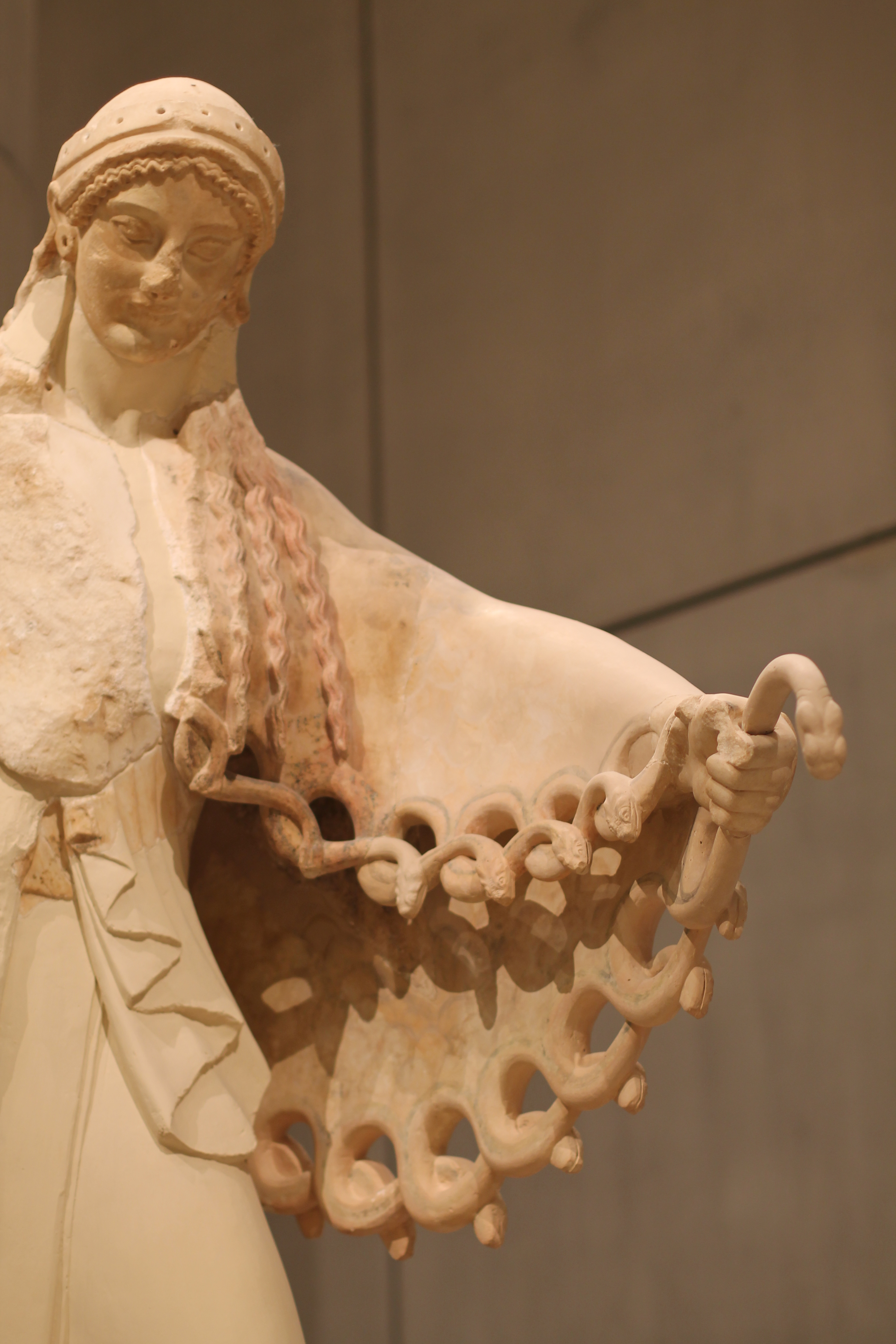
Athéna et son égide, ici sous la forme d'une tunique en peau de chèvre bordée de serpents. Statue conservée au Musée de l'Acropole d'Athènes.

Un passage de l'Iliade décrit comment la déesse s'équipe avant de partir au combat, avec l'égide, sa lance, son casque et son char, lui donnant une allure redoutable :
(Athéna) entra dans la tunique de Zeus assembleur de nuages,

se cuirassa d'armes pour la guerre qui fait pleurer.

Autour des épaules elle jeta l'égide et ses franges,

une terreur que de tous côtés Déroute couronne.

Là, il y a Querelle, il y a Force et la glaçante Poursuite.

Là, surtout, il y a la tête gorgonéenne du monstre terrible, 

terreur et épouvante, prodige de Zeus qui tient l'égide.

Sur sa tête, elle posa, bordé de cimiers, un casque à quatre pans,

en or, où s'ajointaient les lourds guerriers de cent villes.

D'un pas, elle monta sur le char flamboyant, et prit la lance,

lourde, immense, compacte, avec laquelle elle mate les rangs

des héros contre qui s'irrite la fille d'un puissant père.
— Homère (trad. P. Judet de La Combe), Iliade, V, 735-757.

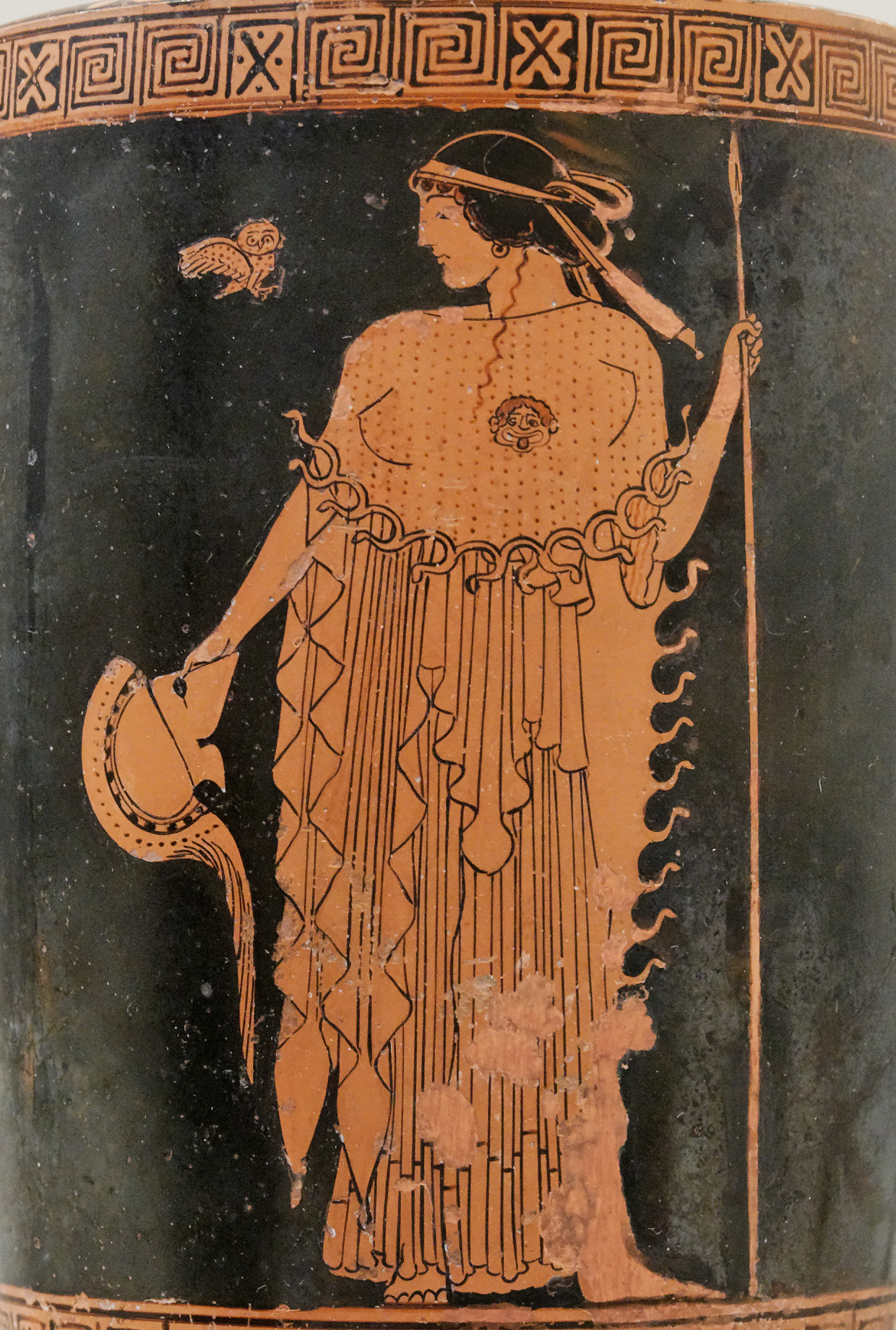
Athéna tenant un casque et une lance, accompagnée d'une chouette. Lécythe attique à figures rouges, vers 490-480 av. J.-C. Metropolitan Museum of Art.

La déesse Athéna est associée à plusieurs animaux.
Son animal-attribut le plus courant est la chouette (chevêche d'Athéna), qui est en quelque sorte son animal de compagnie. Elle est en particulier représentée sur les monnaies athéniennes et les deux sont à plusieurs reprises associées dans l'art.
Sur l'Acropole athénienne, elle est associée au serpent qui garde le rocher.
Parmi les autres animaux qui lui sont associés se trouve le Sphinx, et, en Messénie voire en Béotie, le corbeau.

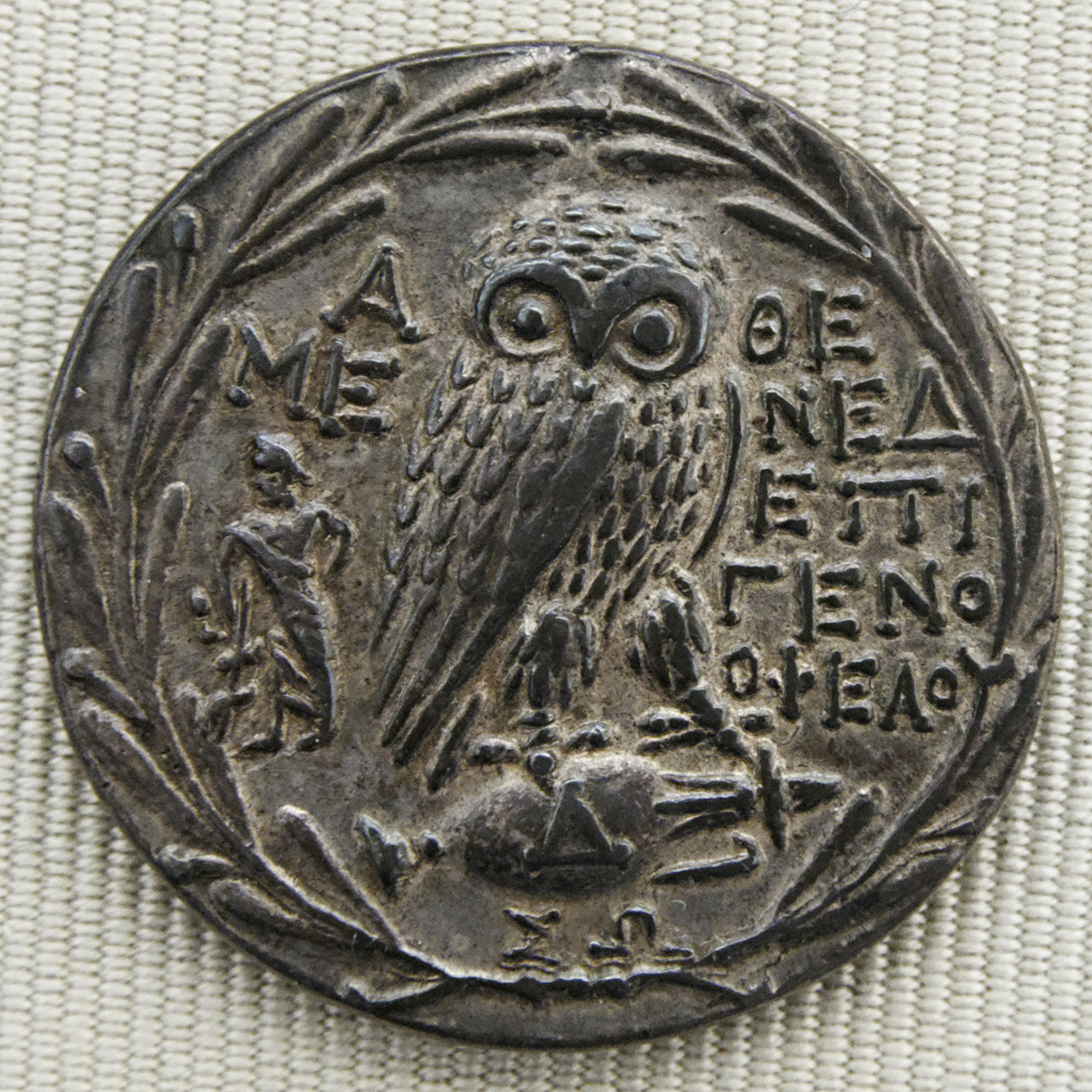
Chouette sur une amphore, entourée de rameaux d'olivier. Tétradrachme en argent d'Athènes, première moitié du Cabinet des Médailles.

L'olivier, plus précisément sous sa forme domestique, lui est associé en lien avec le mythe qui lui fait affronter victorieusement Poséidon et en fait la protectrice d'Athènes. Cet olivier primordial est présent sur l'Acropole où il symbolise la permanence de la cité, son ancrage dans son territoire, peut-être aussi la protection de la cité. La statue de la déesse de l'Érechthéion d'Athènes a été sculptée dans du bois d'olivier,. La branche d'olivier figure sur les monnaies athéniennes, à côté de la chouette.

## PalladionetPromachos
Les plus anciennes représentations d'Athéna identifiées datent de l'époque archaïque (v. 776-480 av. J.-C.), plus précisément de la première moitié du VIIe siècle av. J.-C. sur des vases de type proto-corinthien, ainsi qu'une statuette crétoise. L'aspect armé de la déesse s'étoffe progressivement et s'affirme au début du VIe siècle av. J.-C. avec des images de la déesse casquée, portant une lance puis aussi un bouclier, ainsi que l'égide et le gorgonéion. Les historiens de l'art ont distingué deux types principaux pour ces époques, nommés à partir de représentations de la déesse identifiées dans les textes antiques : Palladion et Promachos.
Le type « Palladion » doit son nom à la statuette d'Athéna évoquée dans l’Iliade, qui confère à la cité qui la possède la protection de la déesse, et que plusieurs localités revendiquent. Sa description est donnée par le Pseudo-Apollodore (Bibliothèque 3, 12, 3) qui indique que le Palladion d'Ilion (Troie) porte une lance dans une main, et une quenouille dans l'autre, symbolisant donc à la fois l'aspect guerrier et l'aspect artisan de la déesse. Dans la terminologie moderne, on désigne par le terme Palladion des représentations de la déesse en position immobile, pieds joints, généralement armée, et aussi des représentations moins rigides annonçant la Promachos. Des statuettes en bronze relèvent de ce type, et on le trouve représenté sur des monnaies, notamment celles d'Ilion, de Pergame et de Rome, ainsi que sur des scènes issues du cycle troyen, à savoir l'enlèvement de la statue par Diomède et le moment où Ajax le Petit arrache Cassandre de l'effigie divine.

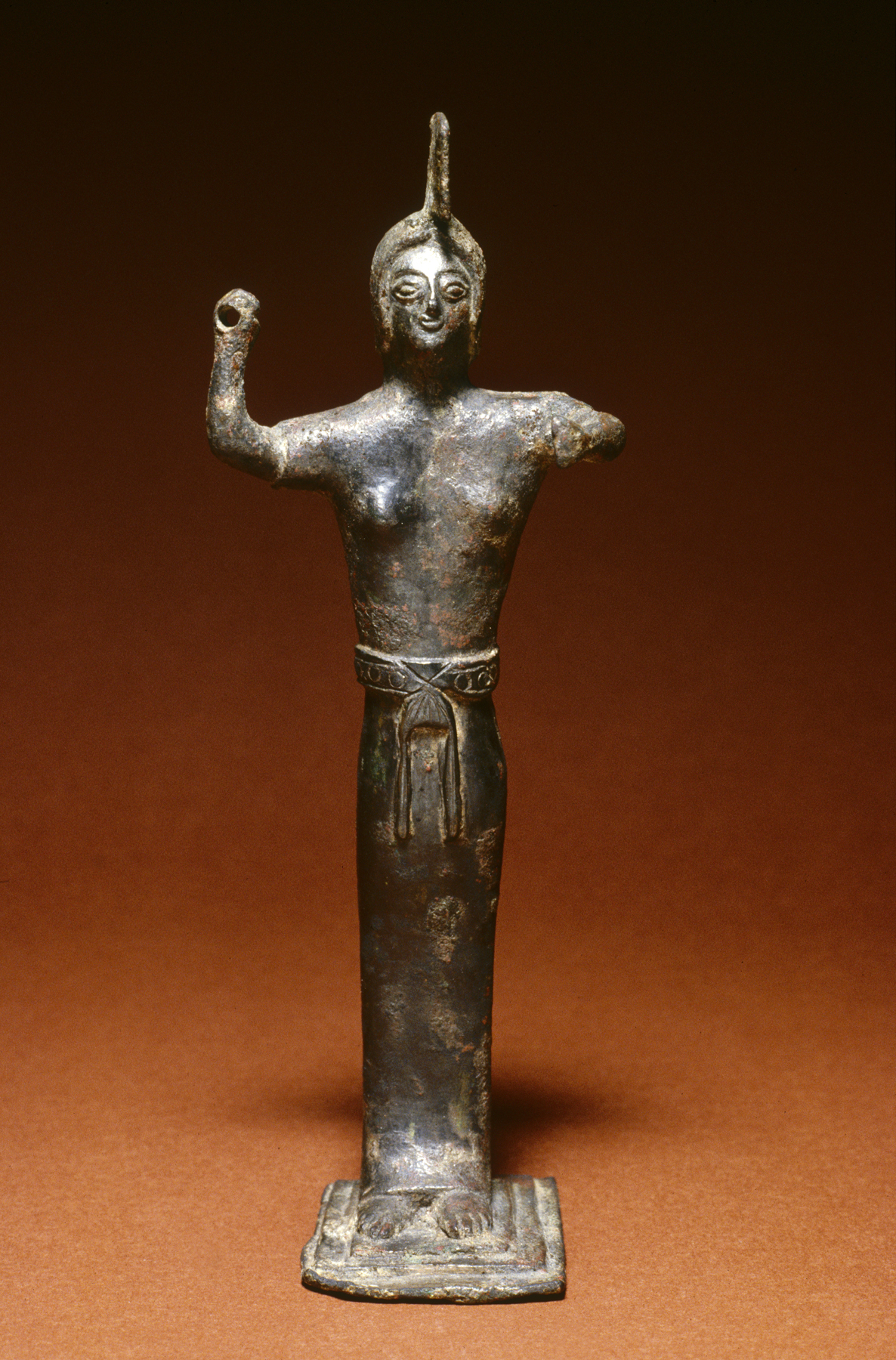
Statuette en bronze de type « Palladion », VIe siècle av. J.-C. Walters Art Museum.
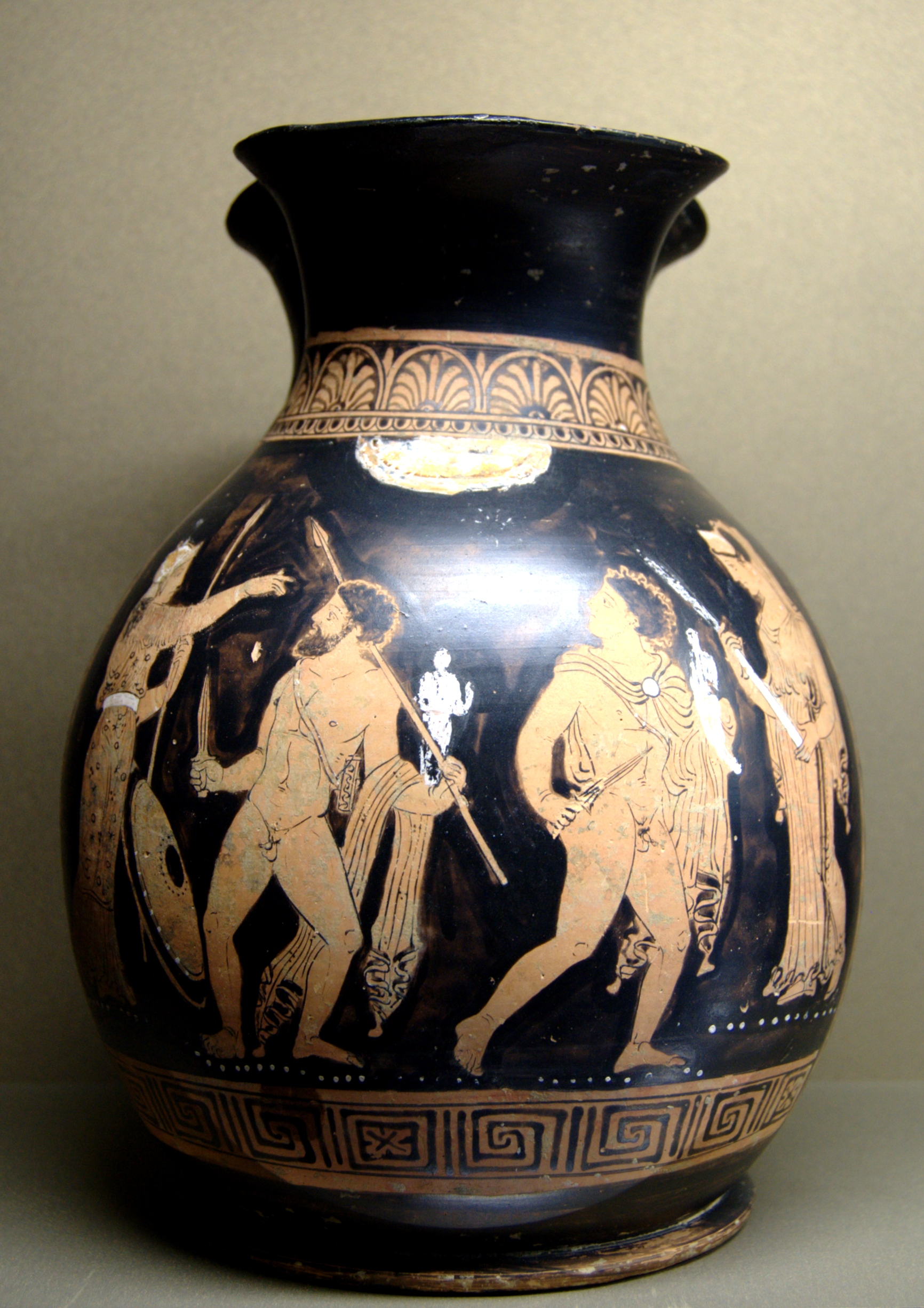
Diomède et Ulysse dérobant le Palladion. Œnochoé à figures rouges apulien, vers 360-350 av. J.-C. Musée du Louvre.
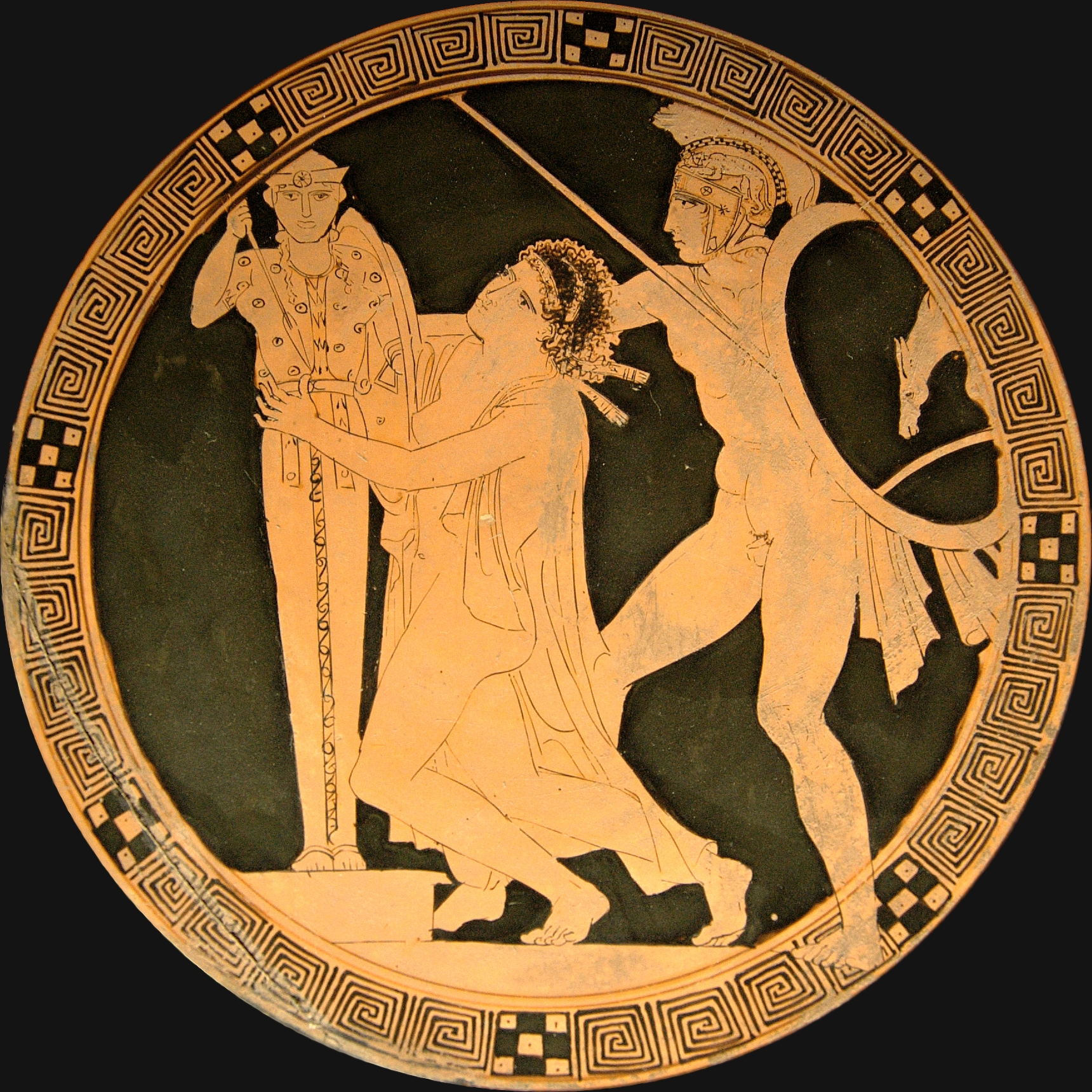
Ajax le Petit arrachant de force Cassandre du Palladium auprès duquel elle s'était réfugiée. Intérieur d'une coupe attique à figures rouges, v. 440-430 av. J.-C. Musée du Louvre.

Le type « Promachos » doit son nom, signifiant « celle qui combat au premier rang » ou « championne », à la statue monumentale en bronze de Phidias réalisée pour commémorer la victoire des Guerres médiques et placée à l'entrée de l'Acropole d'Athènes. Son aspect exact n'est pas connu. Les historiens de l'art désignent par ce terme des représentations de la déesse dans lesquelles elle est représentée armée et en action, les pieds non joints, une jambe vers l'avant (alors que le Palladion est une représentation plus statique), souvent en train de brandir sa lance. Ce type d'image remonte au début du VIe siècle av. J.-C. et apparaît rapidement dans de nombreuses représentations, notamment des statuettes, des frontons de temple (comme celui d'Aphaïa) et des céramiques peintes, notamment les amphores panathénaïques remises aux vainqueurs des concours des Panathénées, ainsi que des monnaies, notamment celles de l'époque hellénistique du type dit « Alkis » ou « Alkidemos ».

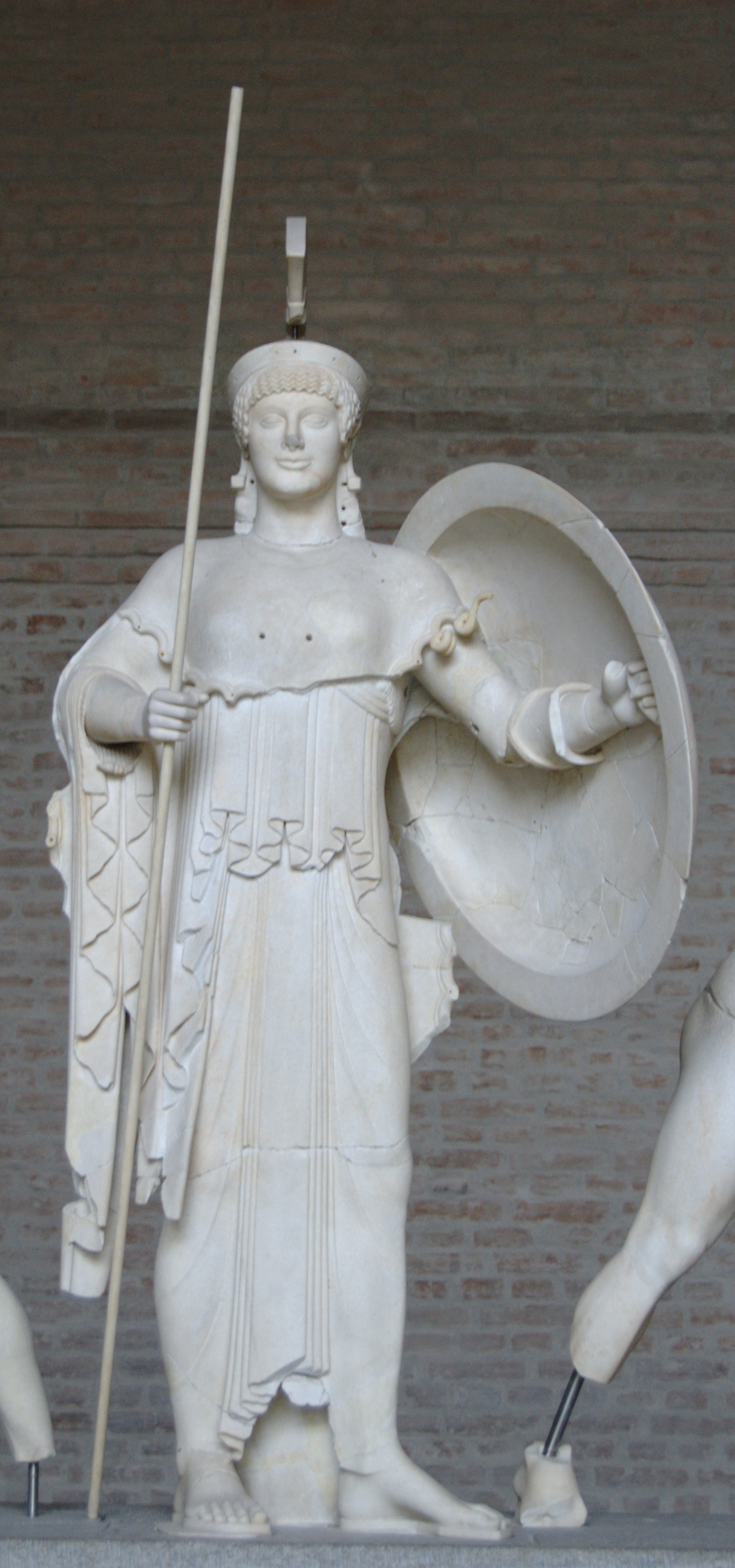
Statue d'Athéna dans une posture « Promachos ». Fronton ouest du temple d'Aphaïa à Égine, début Ve siècle av. J.-C. Glyptothèque de Munich.
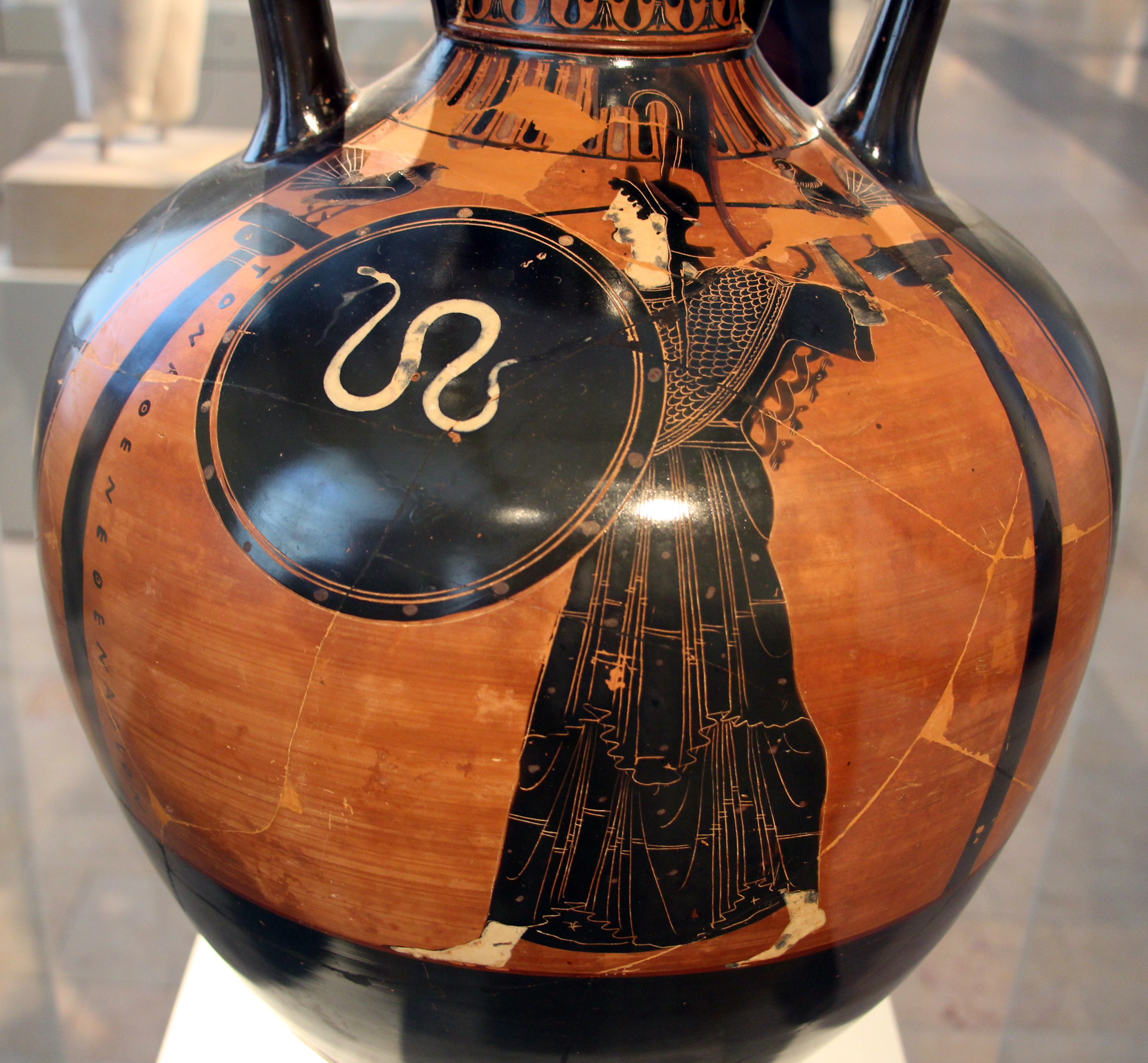
Athéna « Promachos » sur une amphore panathénaïque (v. 490 av. J.-C.) mise au jour à Vulci. Antikensammlung Berlin.
Athéna de type « Alkidemos », statère de Ptolémée Ier (305-285 av. J.-C.). Cleveland Museum of Art.

## Athéna Parthénos

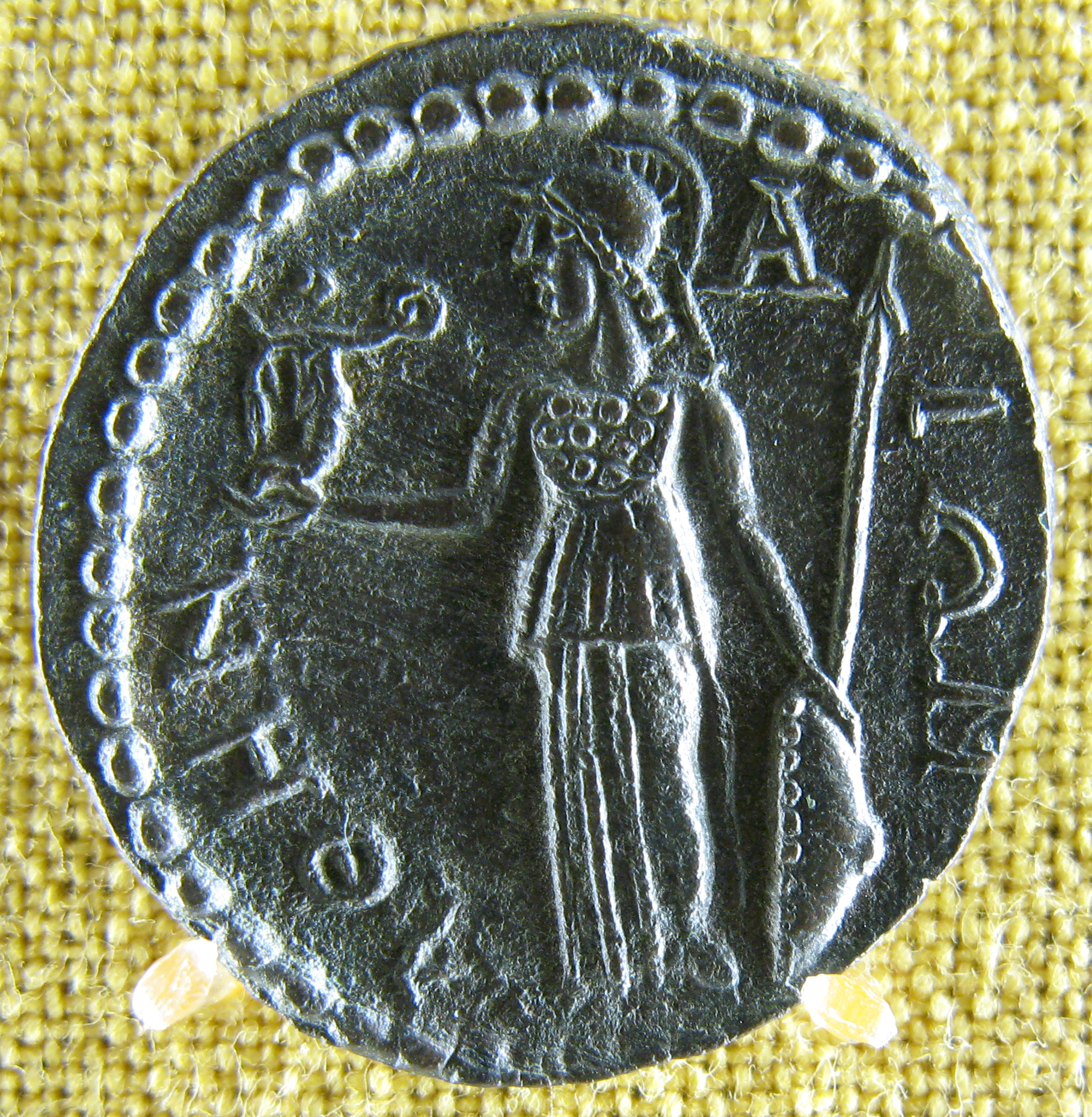
Drachme d'Athènes représentant l'Athéna Parthénos., Musée Numismatique d’Athènes.

La statue d'Athéna la plus célèbre est l'Athéna Parthénos (« jeune fille ») réalisée par le sculpteur le plus réputé de l'époque classique, Phidias, entre 447/6 et 439/8 av. J.-C. et placée dans le Parthénon. Réalisée au moment de l'apogée de la puissance athénienne dominant la Ligue de Délos, avec les richesses acquises par la cité, elle peut être vue comme une auto-représentation de l'Athènes hégémonique triomphante. Elle représente la déesse portant la Victoire Niké, posture dite « nicéphore », inspirée de la statue de l'Apollon de Délos. C'est une œuvre monumentale, puisqu'elle mesure 12 mètres de haut. Elle est aussi luxueuse, « chryséléphantine », principalement réalisée en or et en ivoire. Son aspect est surtout connu par quelques descriptions textuelles, et des copies en taille réduite de plus ou moins bonne facture, comme l'Athéna du Varvakéion ou l'Athéna Lenormant, ainsi que des représentations sur des petits objets gravés, comme des monnaies et des médaillons,.
Pausanias en donne une description où s'entremêlent des explications mythologiques :

« la statue elle-même est en or et ivoire. Au sommet de son casque, au milieu se dresse une sphinge (...) et de chaque côté des griffons en relief. (...) La statue d'Athéna se tient debout, avec un chiton jusqu'aux pieds, et la tête de Méduse lui est appliquée en ivoire sur la poitrine. Elle tient dans une main une Victoire de quatre coudées, et dans l'autre une lance. À ses pieds se trouvent un bouclier et près de la lance un serpent : ce serpent pourrait être Érichthonios. Sur la base de la statue est sculptée en relief la naissance de Pandore. »

— Pausanias, Description de la Grèce, I, 24, 5-7.
Pour prendre une description moderne, Pierre Demargne l'interprète ainsi :

« Haute de 12 m. env., vêtue du péplos, elle était armée, le casque de type attique orné de bêtes fabuleuses, sphinx, griffons, chevaux ailés, l'égide sur la poitrine avec le Gorgoneion, déesse redoutable donc ; mais la lance au creux de l'épaule, le bouclier à terre contre la jambe g., avec le serpent lové dans le creux (un serpent qui, selon Pausanias, serait Erichthonios), la Victoire sur la main dr., tendue, reposant sur une colonnette, A[théna] a triomphé de ses ennemis ; l'Amazonomachie et la Gigantomachie qui décorent le bouclier évoquent la victoire médique comme la Niké qu'elle porte ; on peut peut-être ajouter que le serpent, la naissance de Pandore figurée sur la base, réunissent aux traits propres à la déesse guerrière ceux de la déesse de l'Erechtheion, liée aux vieilles traditions d'Athènes, à Héphaistos, père d'Erichthonios. »

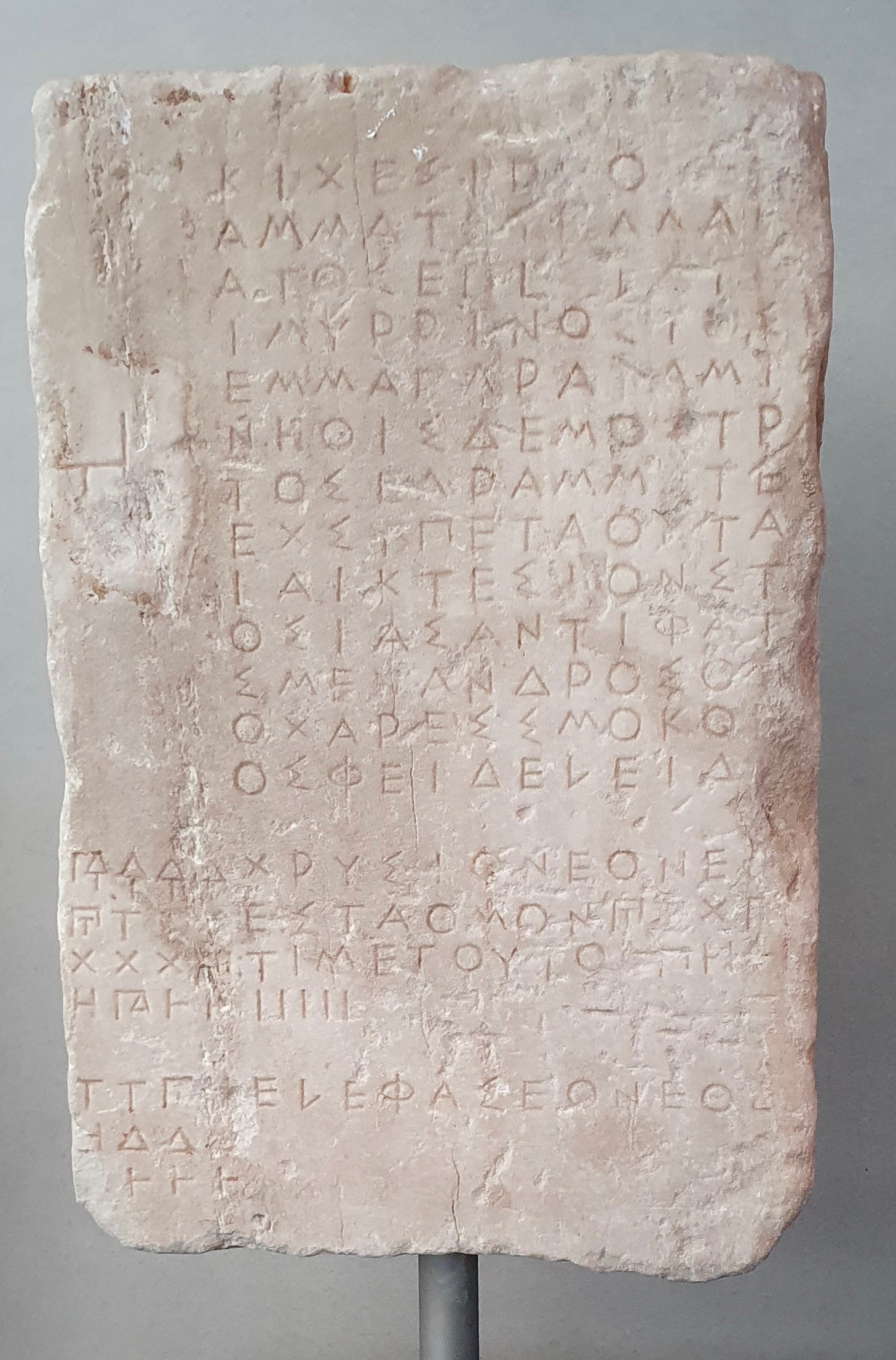
Inscription sur la construction de la statue d'Athéna Parthénos. Musée de l'Acropole.
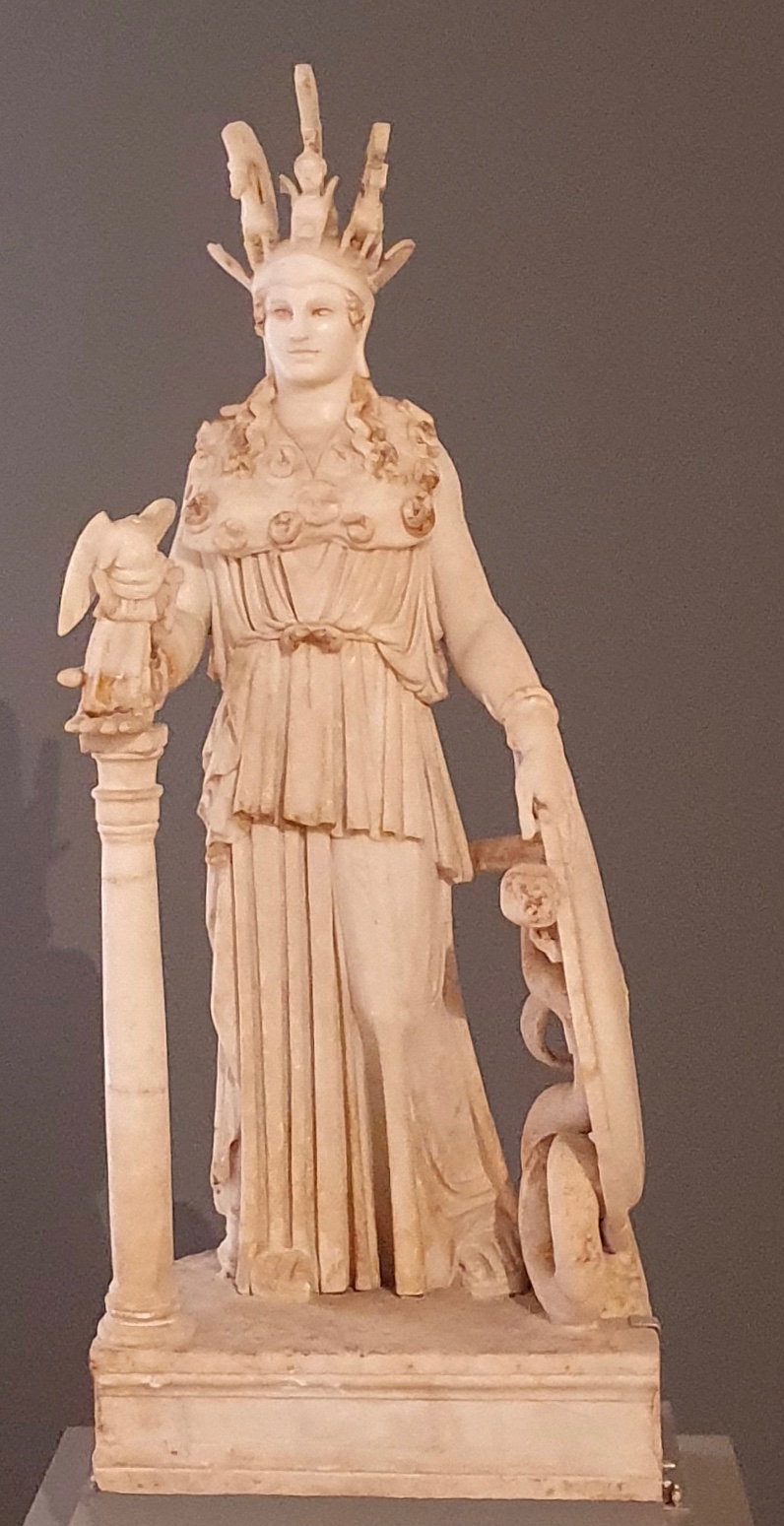
Athéna de Varvakéion. Musée national archéologique d'Athènes.
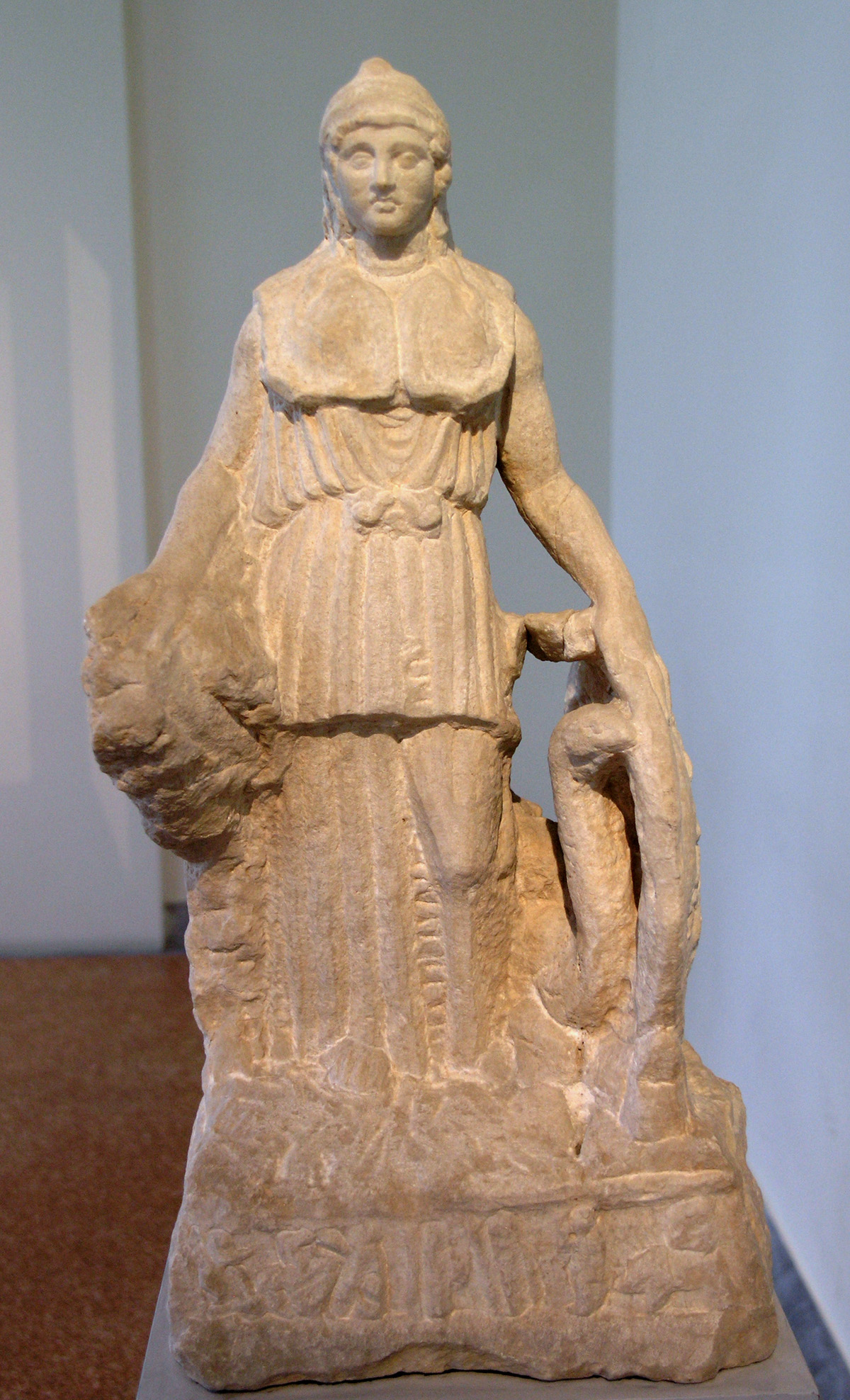
Athéna Lenormant. Musée national archéologique d'Athènes.
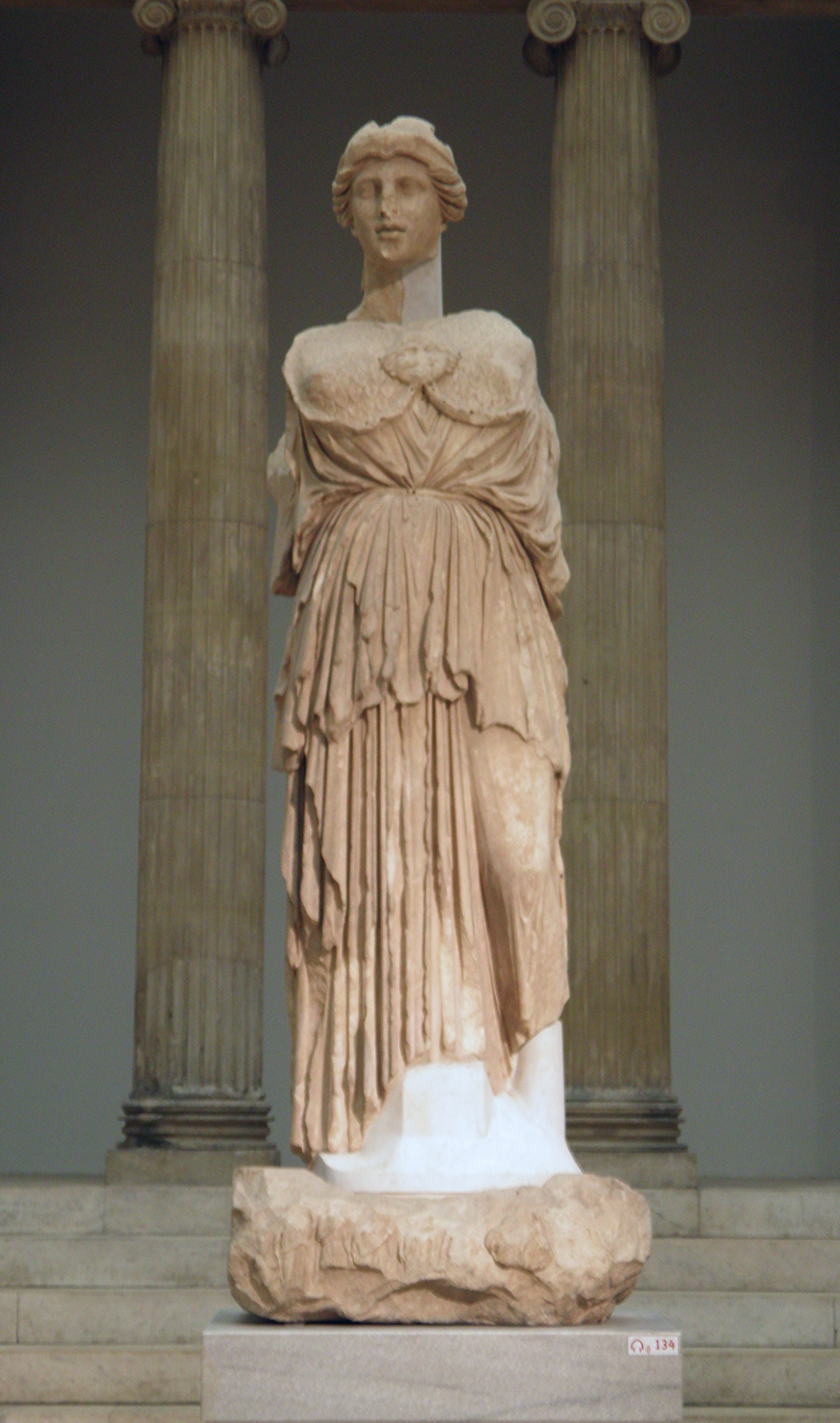
Athéna Parthenos de la bibliothèque de Pergame. Pergamon Museum.
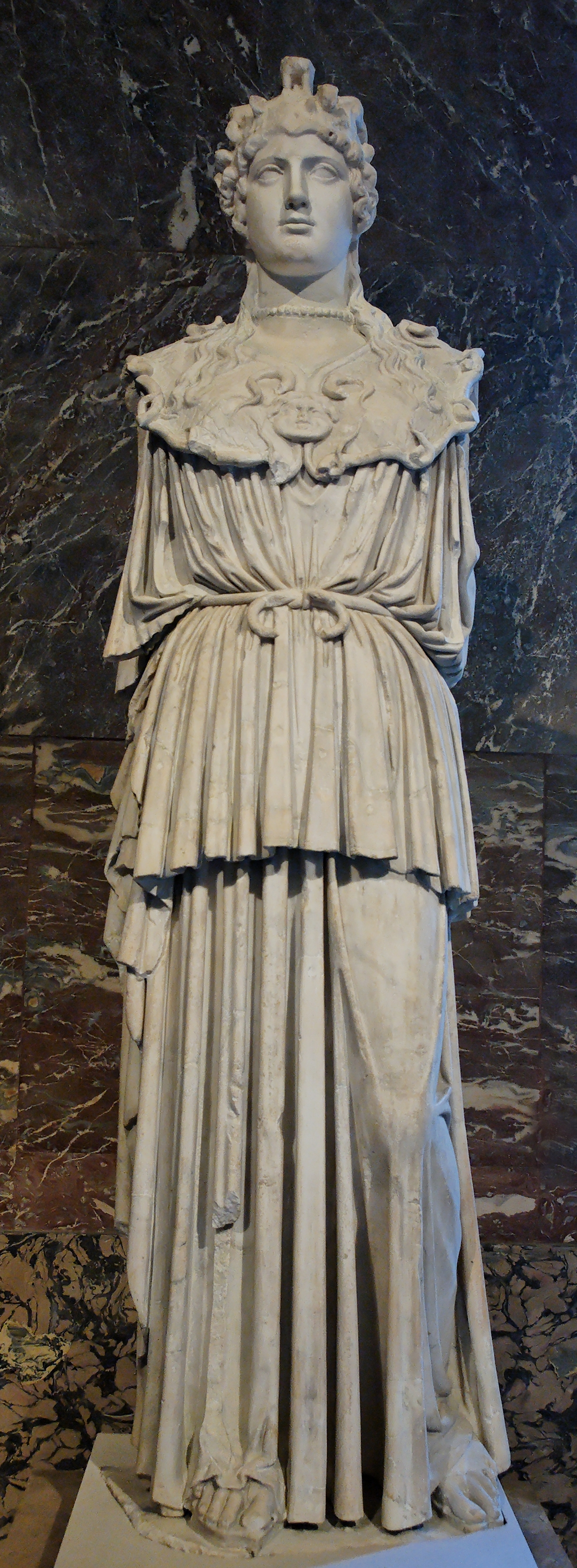
Athéna Parthénos, copie d'époque romaine. Musée du Louvre.
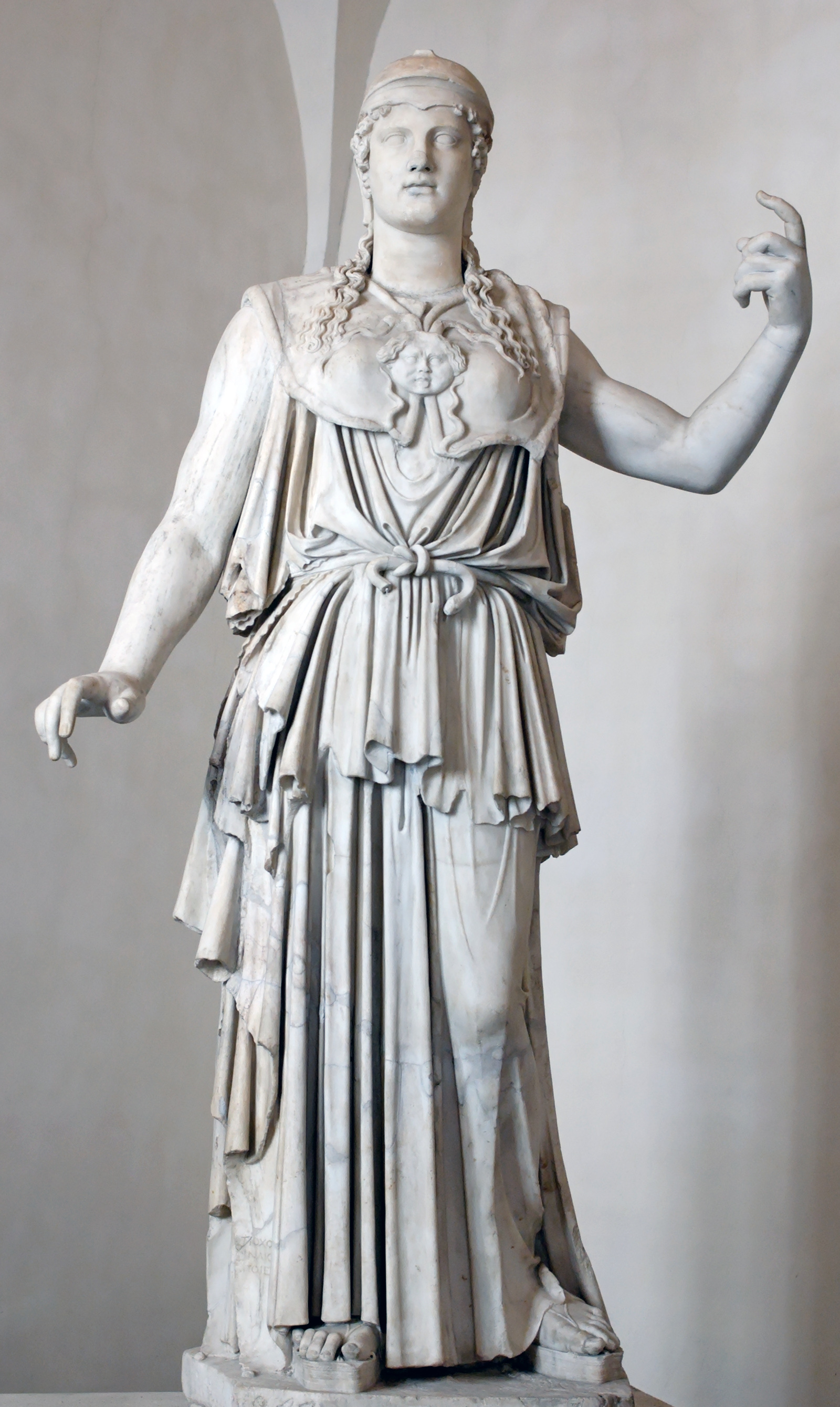
Athéna Parthénos du palais Altemps (avec quelques restaurations du XVIIe siècle).

## Types classiques et hellénistiques
Le chantier de l'Acropole et les différentes statues d'Athéna réalisées par Phidias et son école durant l'époque classique (480-323 av. J.-C.) posent les bases de l'image de la déesse pour les siècles suivants, puisque les œuvres les plus réputées des principaux artistes de cette période servent de modèles pour des copies commanditées à l'époque romaine. On distingue plusieurs types majeurs nommés par le lieu de trouvaille ou la collection où se trouve un exemplaire similaire à d'autres copies provenant des différentes parties du monde gréco-romain. Comme souvent il reste complexe de relier ces répliques aux originaux mentionnés dans les textes antiques, ce qui suscite des débats parmi les spécialistes. Du reste la notion d'original et de copie est peut-être trop rigide et simpliste, les répliques étant plus ou moins fidèles, plus ou moins bien exécutées, présentant souvent des légères différences par rapport à leur modèle.
Phidias joue un rôle majeur dans l'histoire de l'image d'Athéna, puisqu'en plus des Promachos et Parthénos on lui attribue l'Athéna Lemnia, également sur l'Acropole, dont on a tenté des reconstitutions à partir de fragments de répliques supposées, et l'Athéna de Platées, dont on pourrait trouver une copie en l'Athéna Médicis,. L'Athéna d'Elgin, statuette en bronze représentant la déesse le bras droit levé, paume ouverte tenant une chouette, est selon certains un dérivé de la statue d'Athéna Promachos.

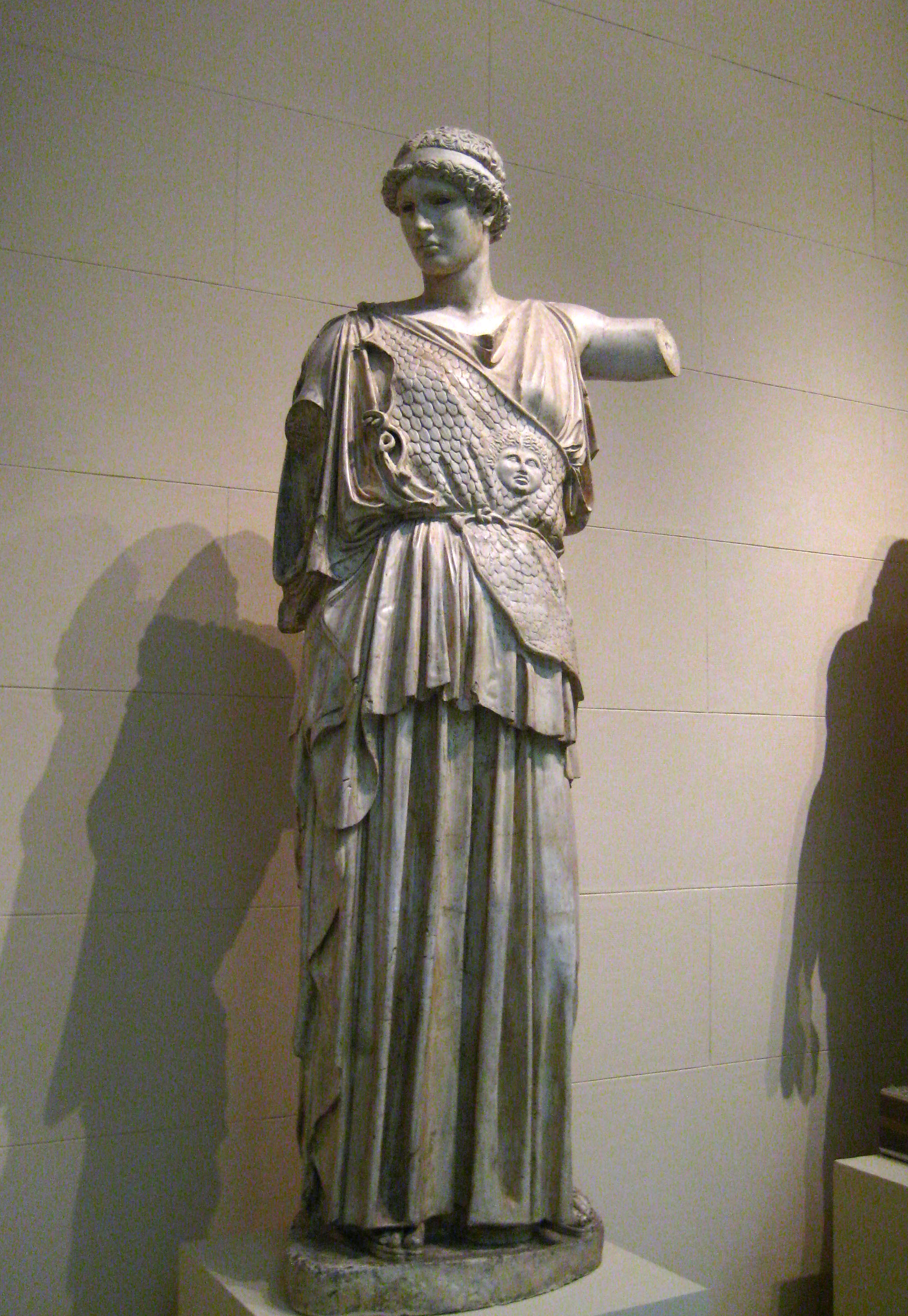
Proposition de reconstitution de l'Athéna Lemnia par Adolf Furtwängler (1853-1907). Musée Pouchkine.
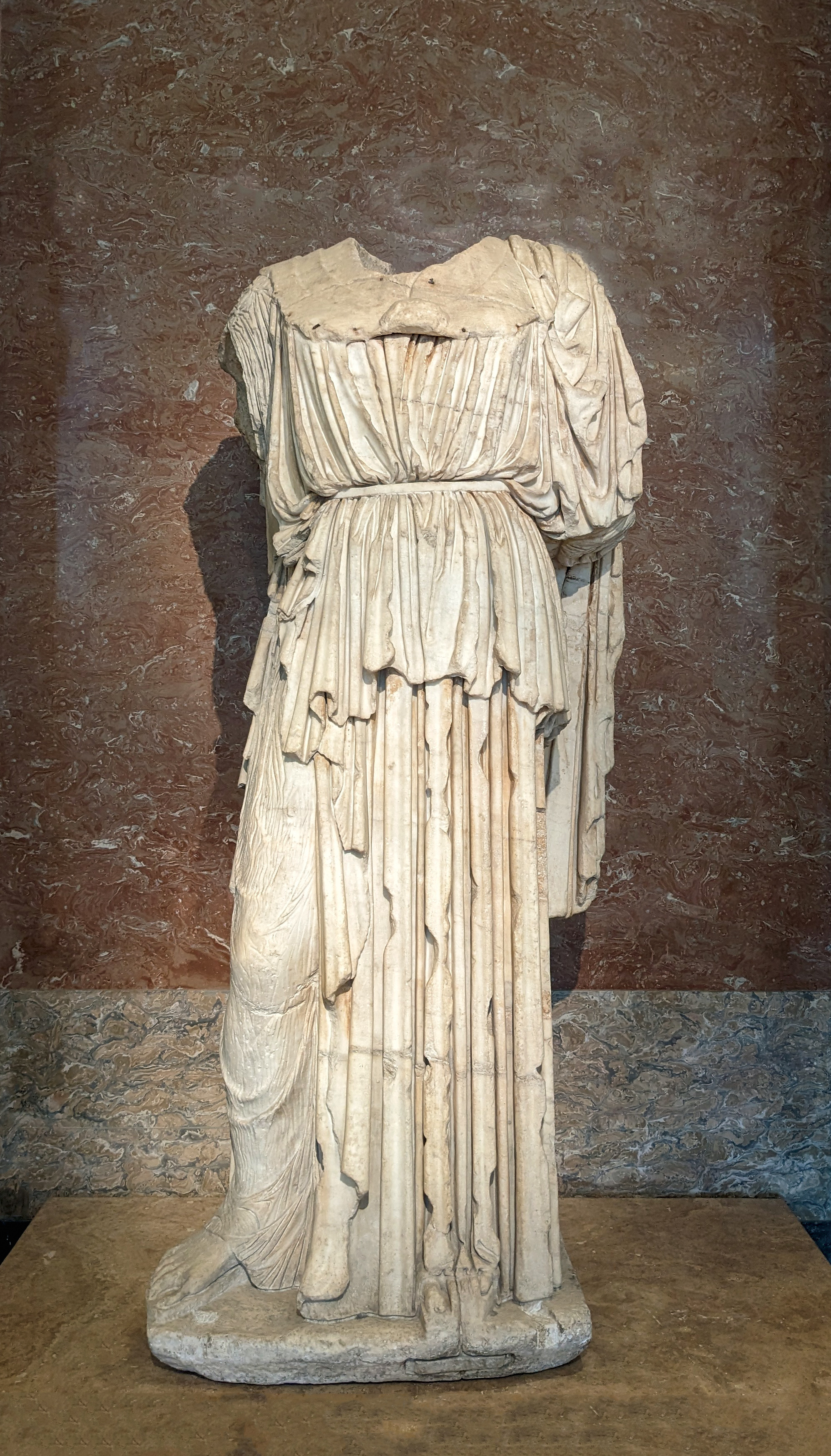
Athéna Médicis. Musée du Louvre.
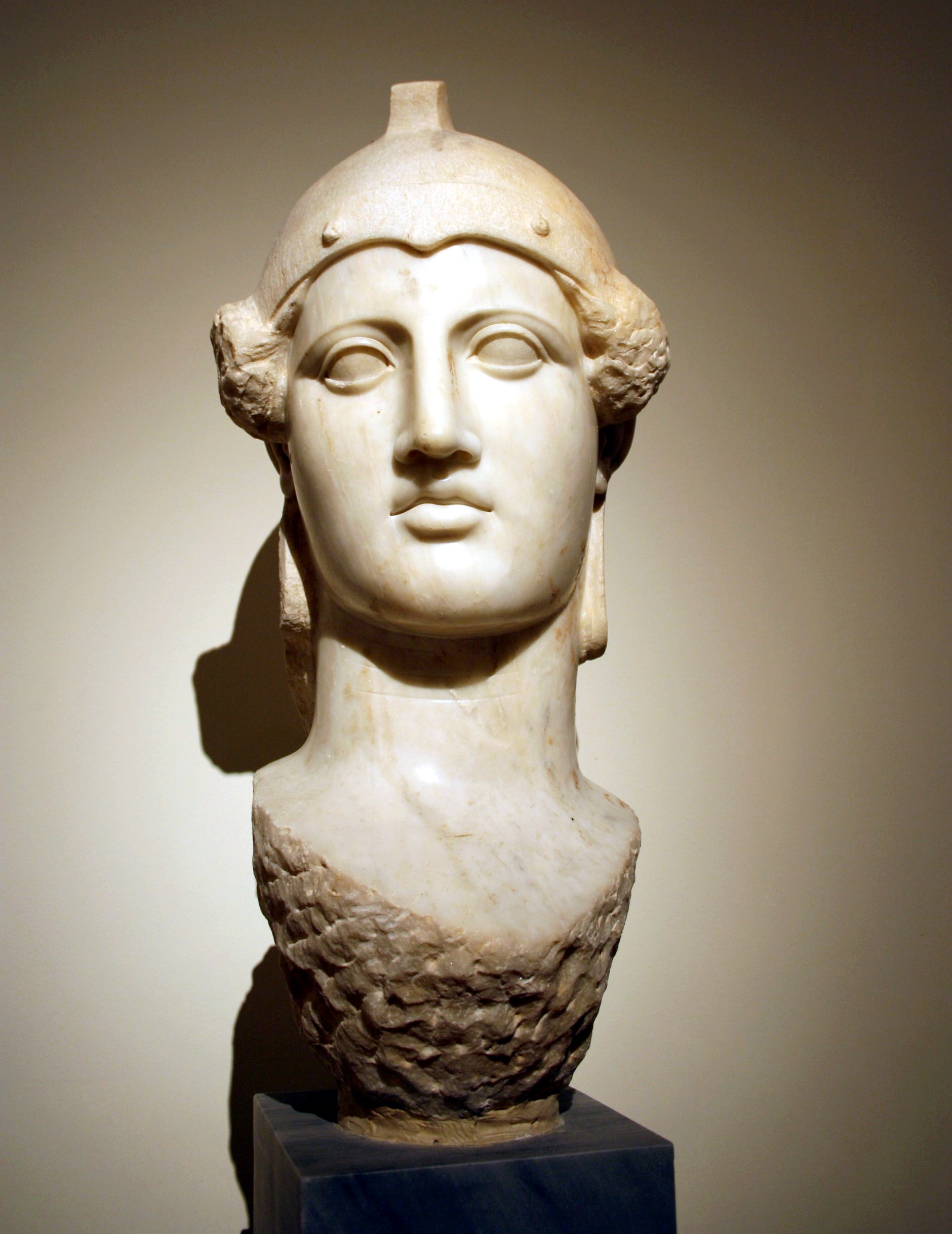
Athéna du Pnyx, tête du type Médicis. Musée national archéologique d'Athènes.
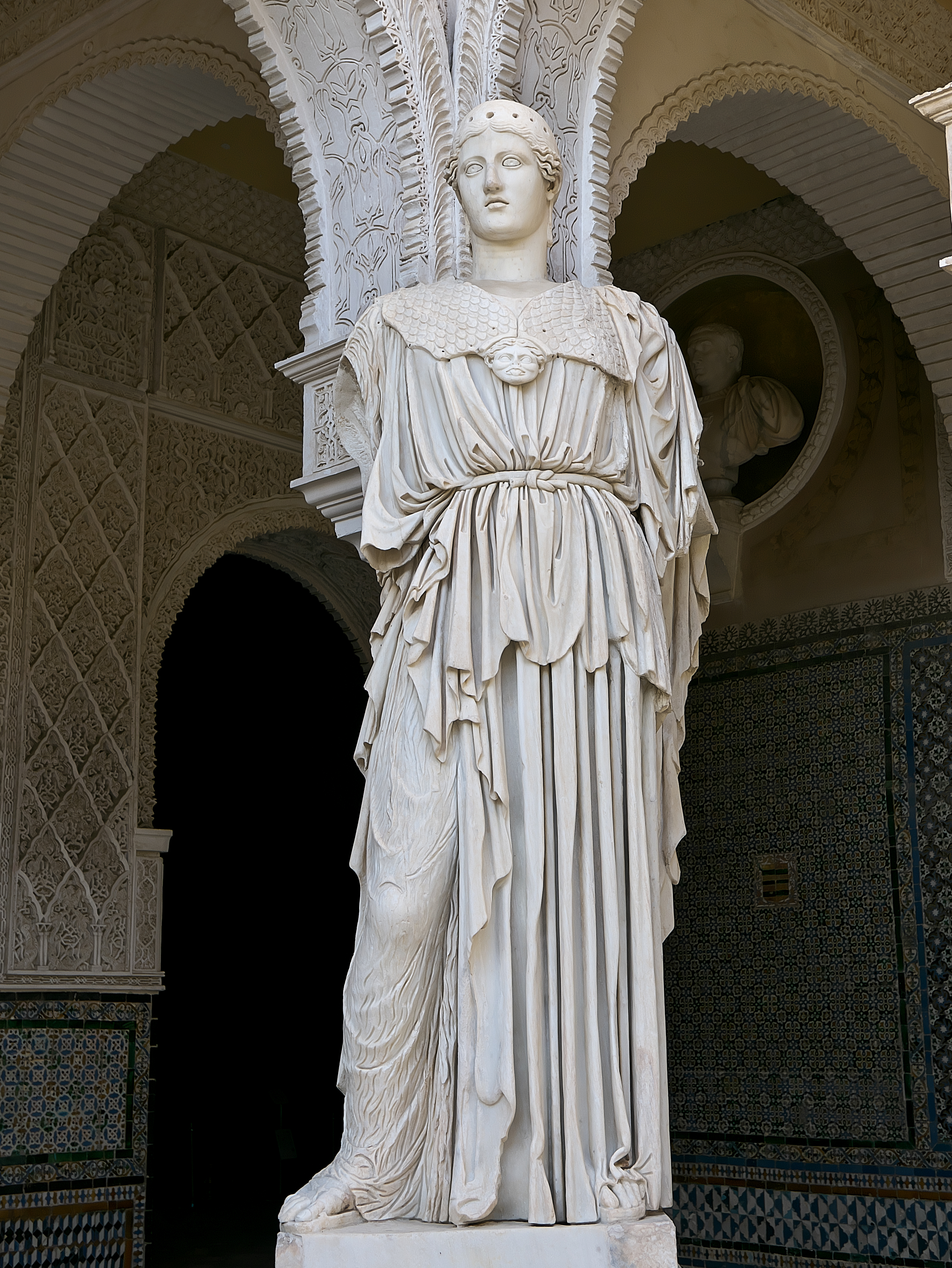
Pallas Pacifera, réplique de type Médicis. Casa de Pilatos.
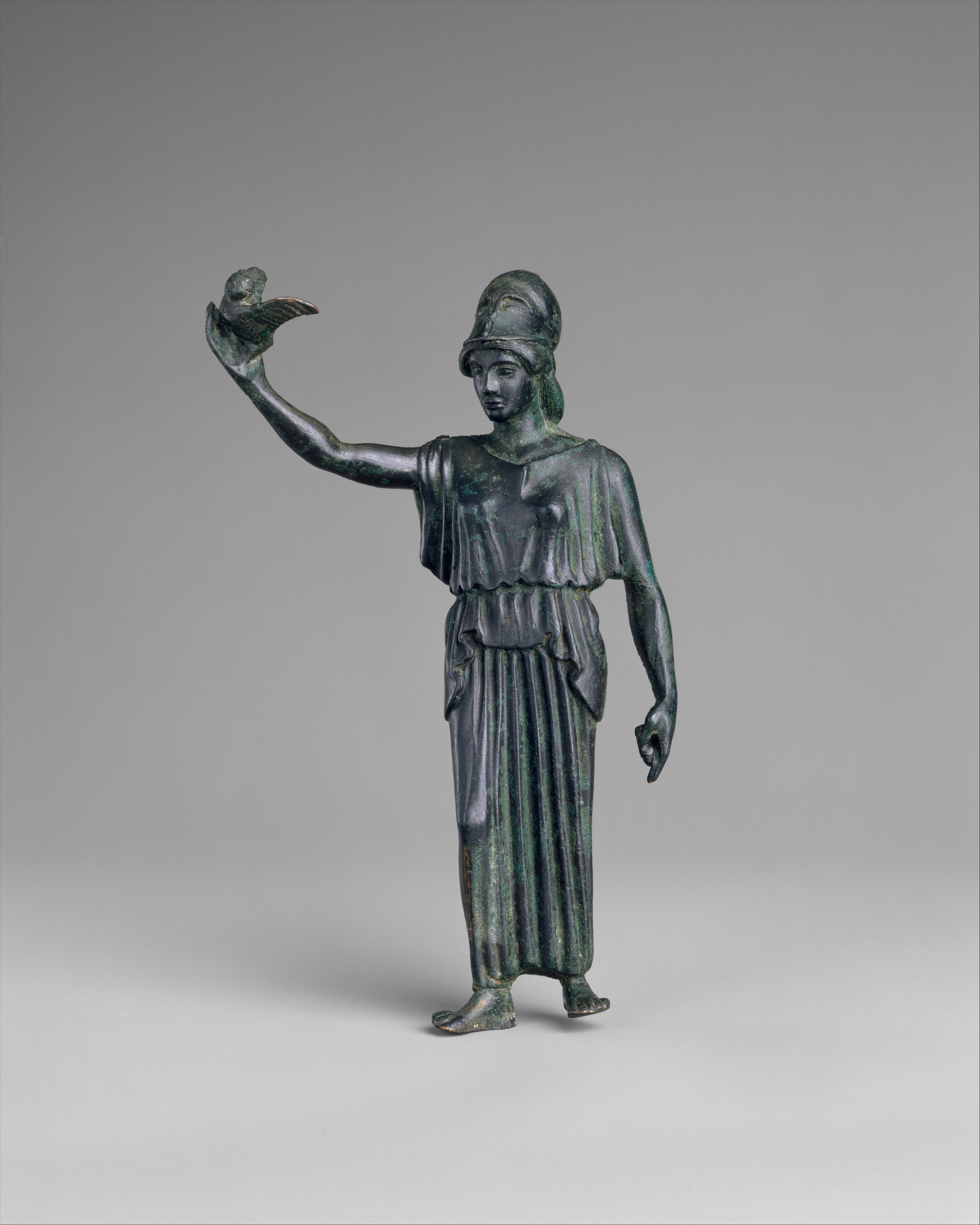
Athéna d'Elgin. Metropolitan Museum.

Les disciples et émules poursuivent son travail.
La Pallas de Velletri du Louvre est une statue de marbre, copie d'époque romaine à partir d'un original attribué à Crésilas et datée des alentours de 430. La déesse, coiffée du casque corinthien, tient une lance de la main droite, levée, et a la main gauche paume ouverte, pour tenir une coupe ou une statuette de Niké. On lui connaît plusieurs répliques. Un type voisin est l'« Athéna de Cherchell ». Certains y voient des possibles répliques de l'Athéna Héphaïsteia attribuée à Alcamène (v. 430/420), mais l'original pourrait être légèrement plus tardif,. D'autres types de la seconde moitié du Ve siècle av. J.-C. sont ceux des Athéna/Minerve Ince, Albani, Hope-Farnese, parmi lesquelles se trouve peut-être une copie de l'Athéna Itonia d'Agoracrite, ou l'« Athéna à la ciste » du Louvre, ainsi nommée parce qu'elle porte de la main gauche une ciste (corbeille) d'où s'échappe un serpent.

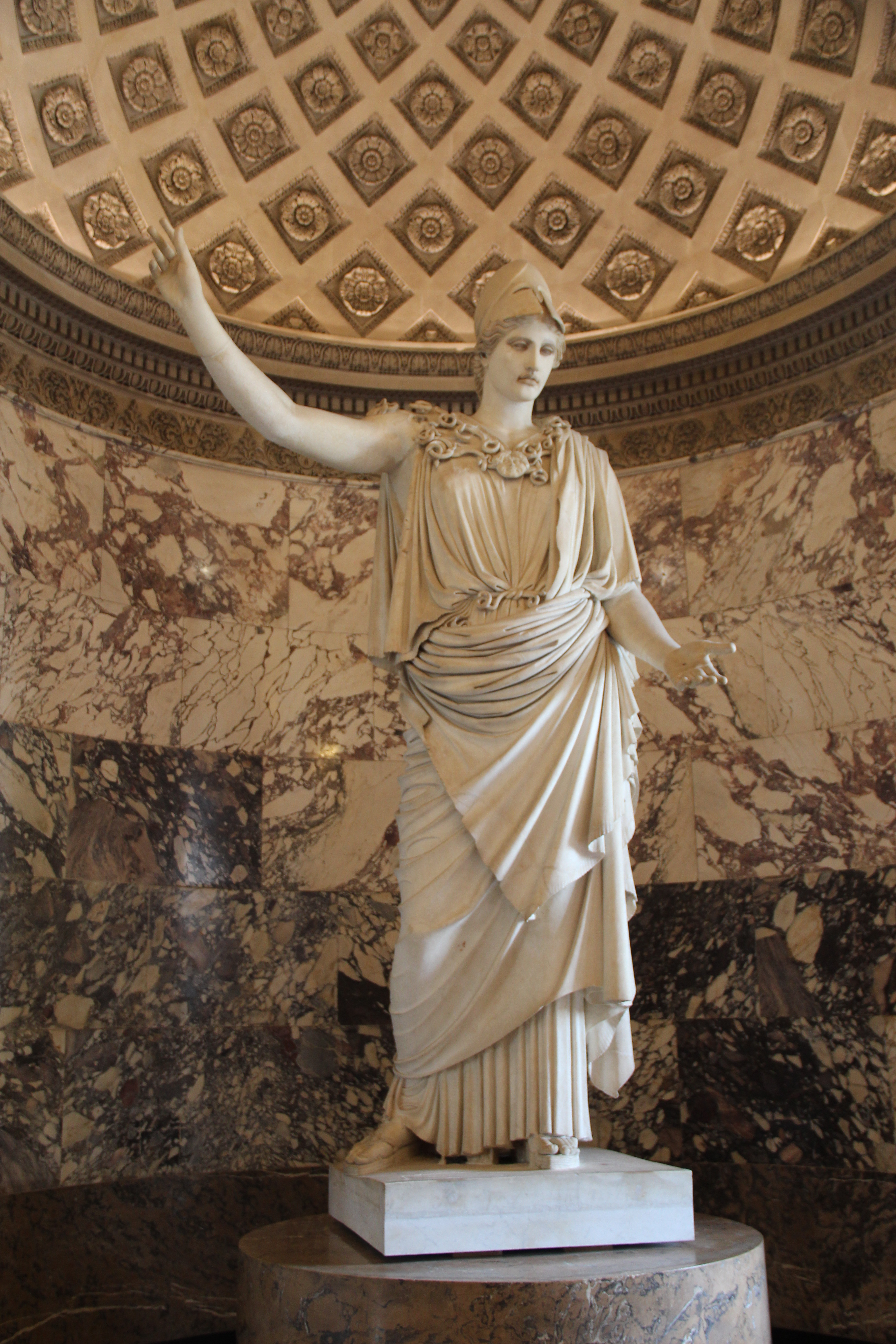
Pallas de Velletri. Musée du Louvre.
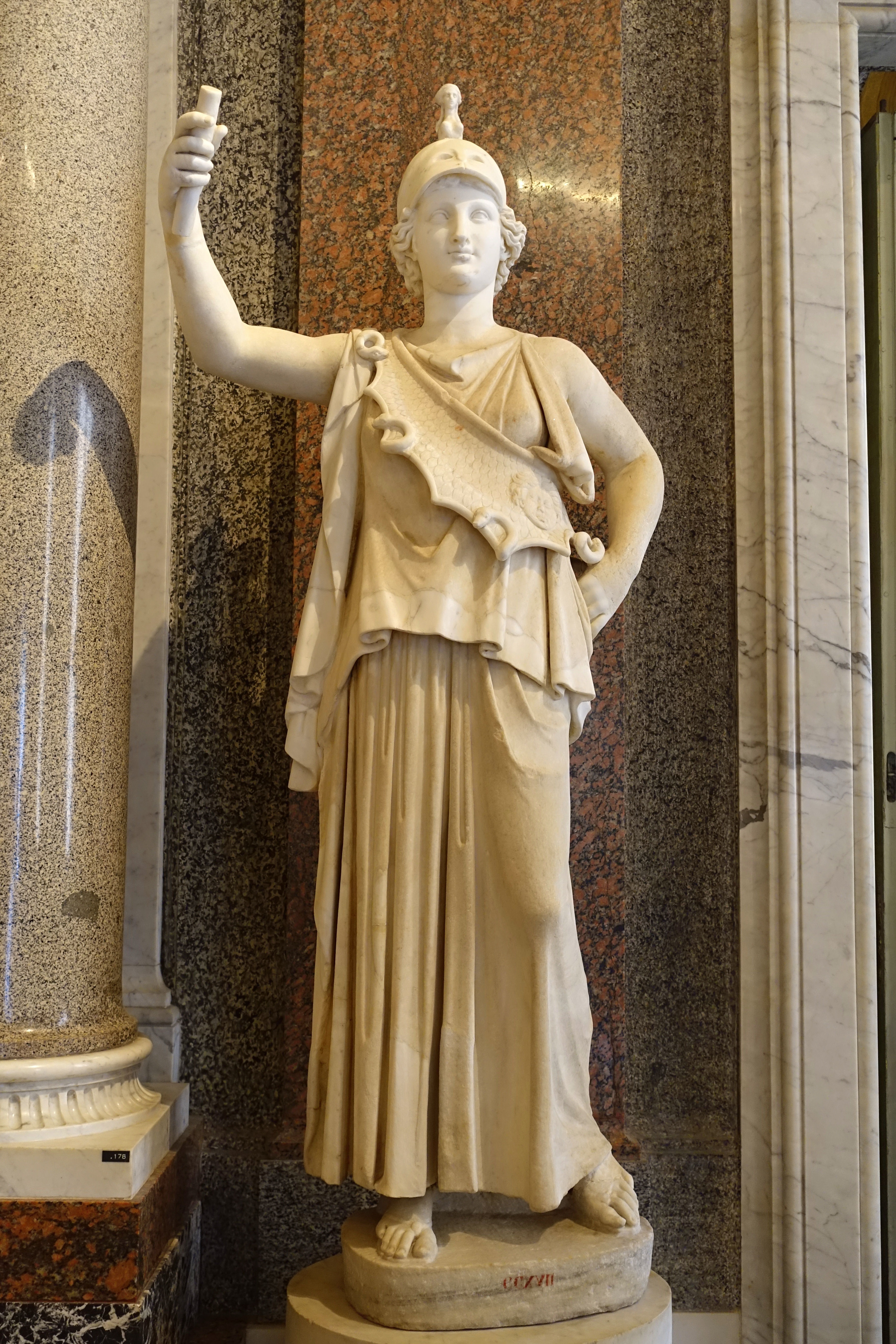
Athéna de type Cherchell-Ostie. Galleria Borghese.
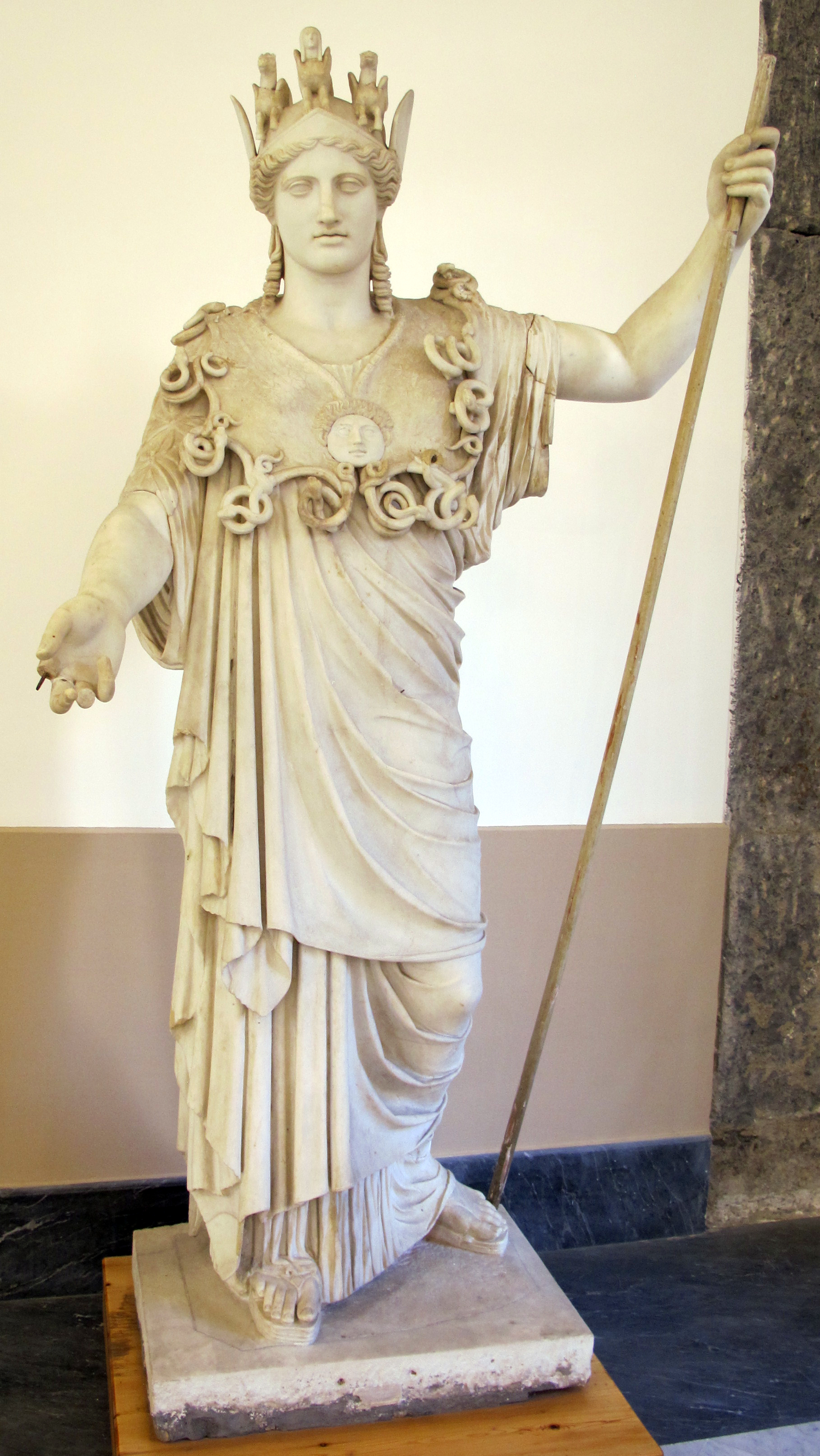
Athéna Farnese. Musée archéologique national de Naples.
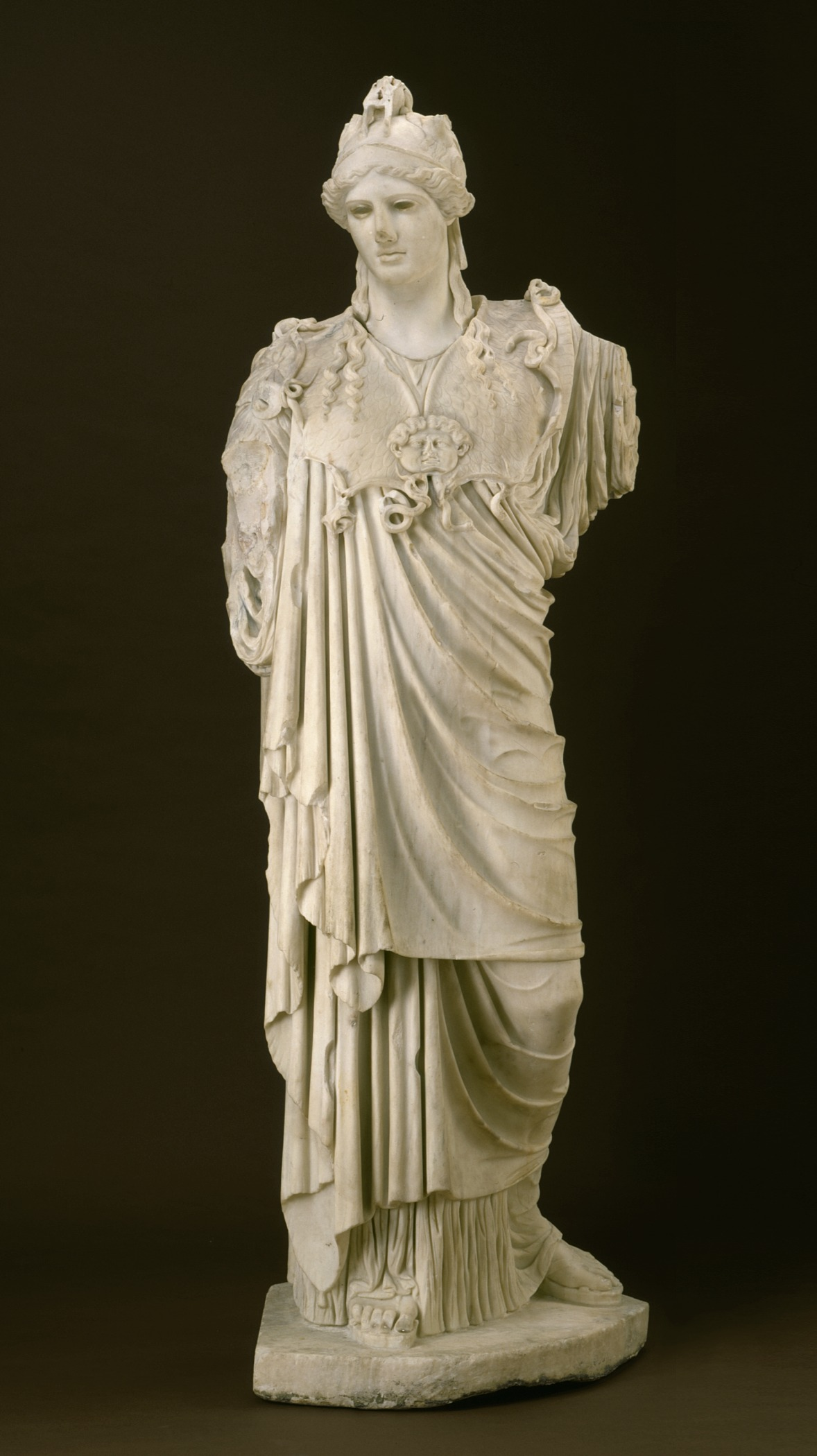
Athéna Hope. Musée d'Art du comté de Los Angeles.
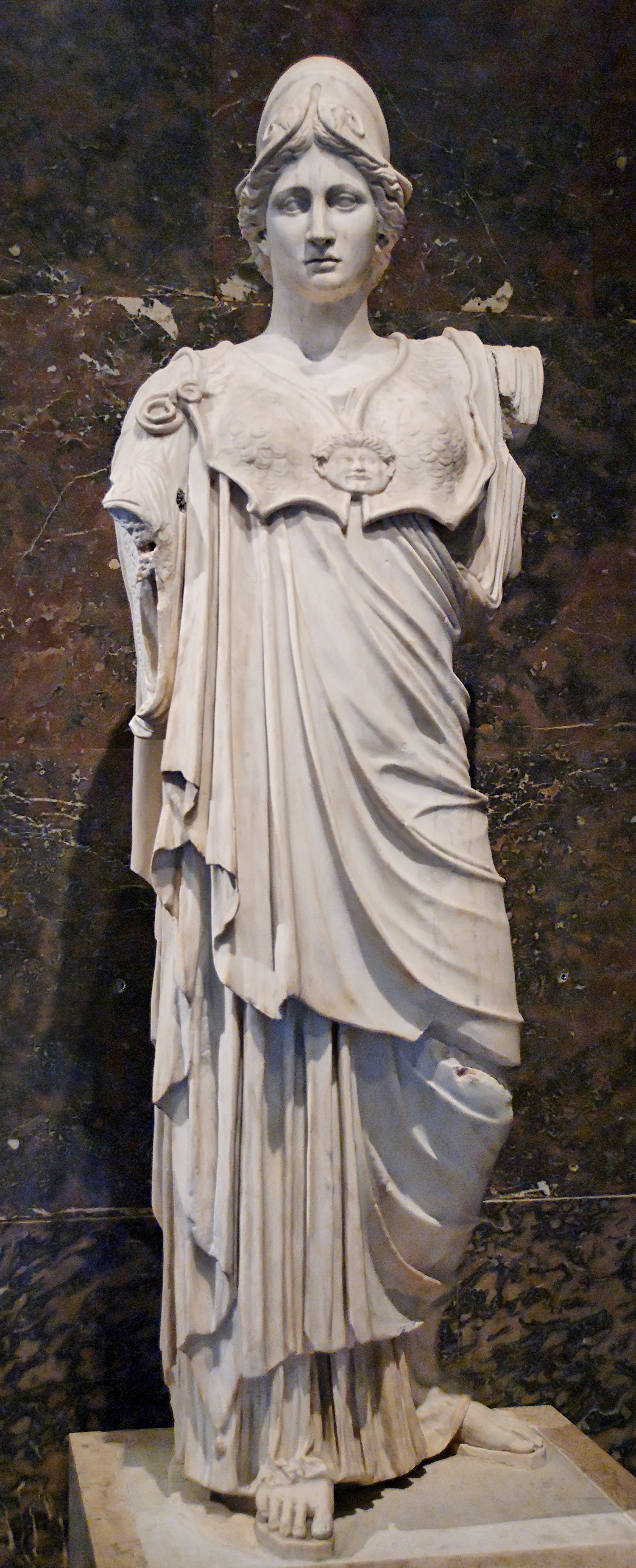
Athéna de type Hope-Farnese, avec tête de type Mattéi (montage moderne). Musée du Louvre.
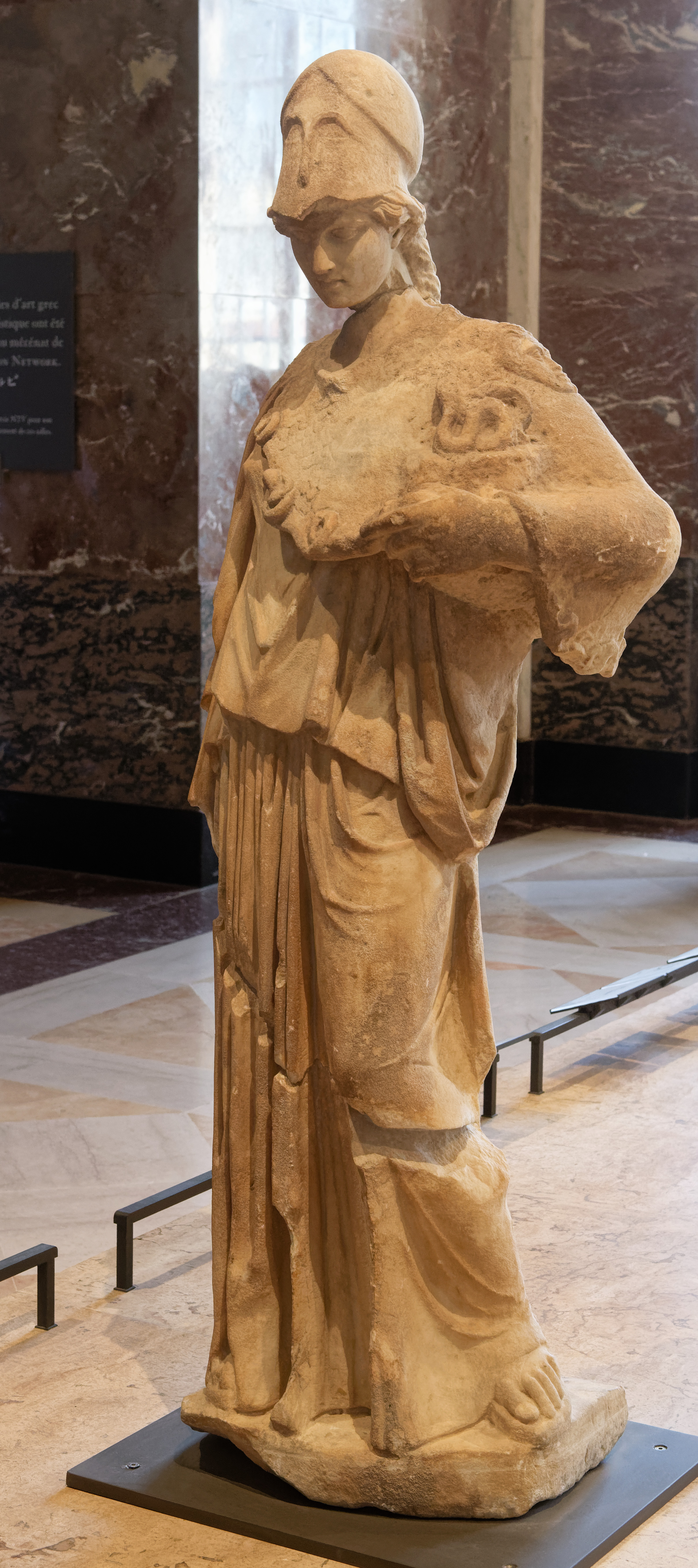
Athéna à la ciste (corbeille) avec le serpent Érichthonios. Musée du Louvre.

Les types attribués au IVe siècle av. J.-C. sont l'Athéna Giustiniani, la Vescovali et la Rospiogliosi,. L'Athéna Vescovali est celle dont le plus grand nombre de réplique est connu, comme la Minerve d'Arezzo,. L'original pourrait être la statue d'Athéna de Mantinée sculptée par Praxitèle. L'Athéna Rospiogliosi, dont l'original est daté du milieu ou de la fin du siècle, est peut-être l’œuvre de Scopas, ou bien celle de Timothéos. La déesse, manteau rejeté sur l'épaule, a les yeux levés vers le ciel, tient une lance de la main droite et a la main gauche sur la hanche,. L'Athéna du Pirée, en bronze, trouvée en 1959 dans ce port, appartient au même type que l'Athéna Mattei (ou Athéna pacifique) en marbre exposée au Musée du Louvre. La déesse est représentée casquée, tendant une main la paume ouverte pour tenir un attribut (une phiale ? une statuette de Niké ? une chouette ?). L'original daterait du IVe siècle av. J.-C. et serait l’œuvre de Céphisodote ou bien Euphranor. La statue du bronze du Pirée pourrait être l'original en question, mais il pourrait s'agir d'une copie plus tardive, du IIe siècle av. J.-C.. Durant l'époque hellénistique sont mis au point des types dérivés des précédents, comme l'Athéna à l'égide oblique de facture classicisante, tandis que l'Athéna à l'égide disposée en croix provenant de Pergame s'inscrit plus dans une veine hellénistique (« éclectique »),.

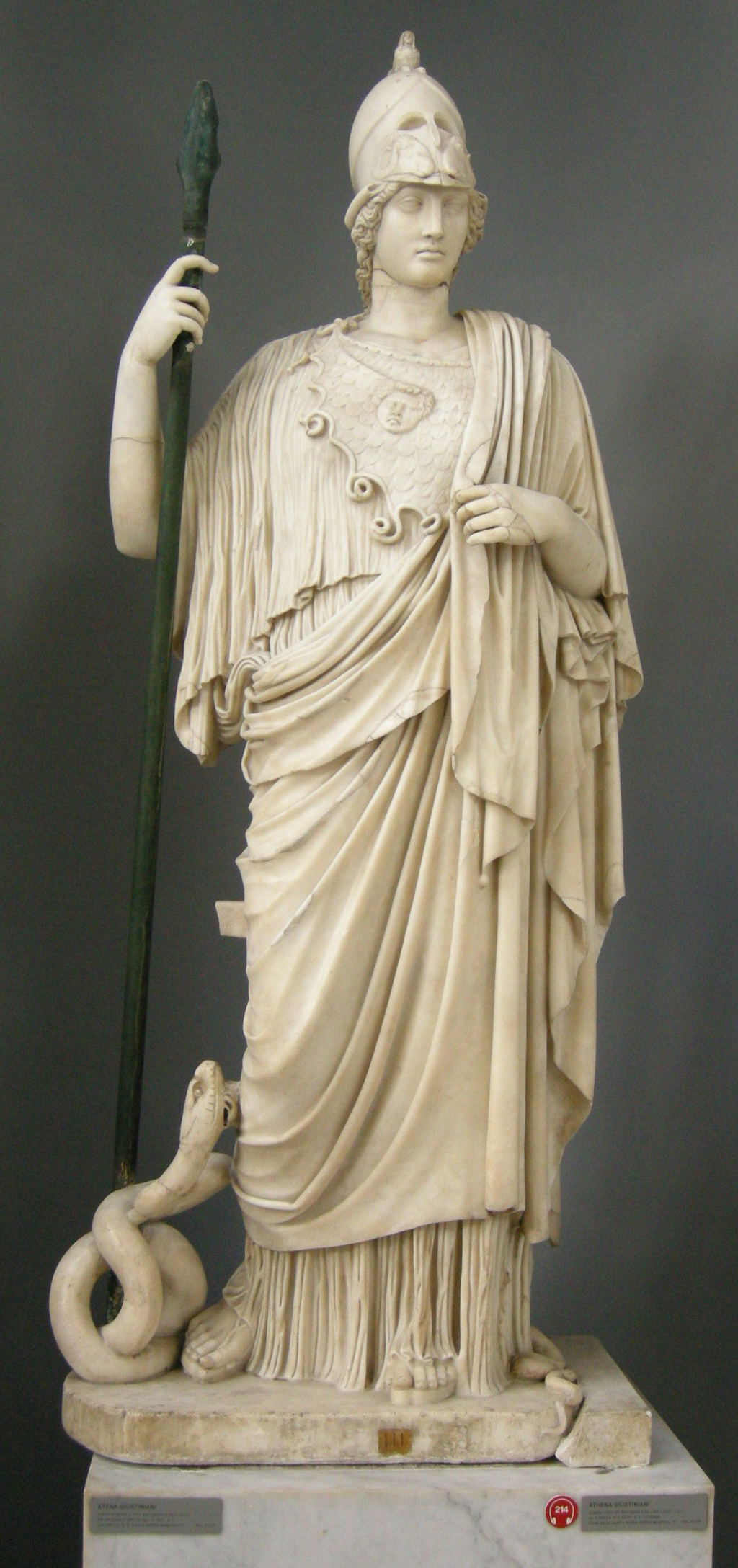
Athéna Giustiniani. Musée Chiaramonti.
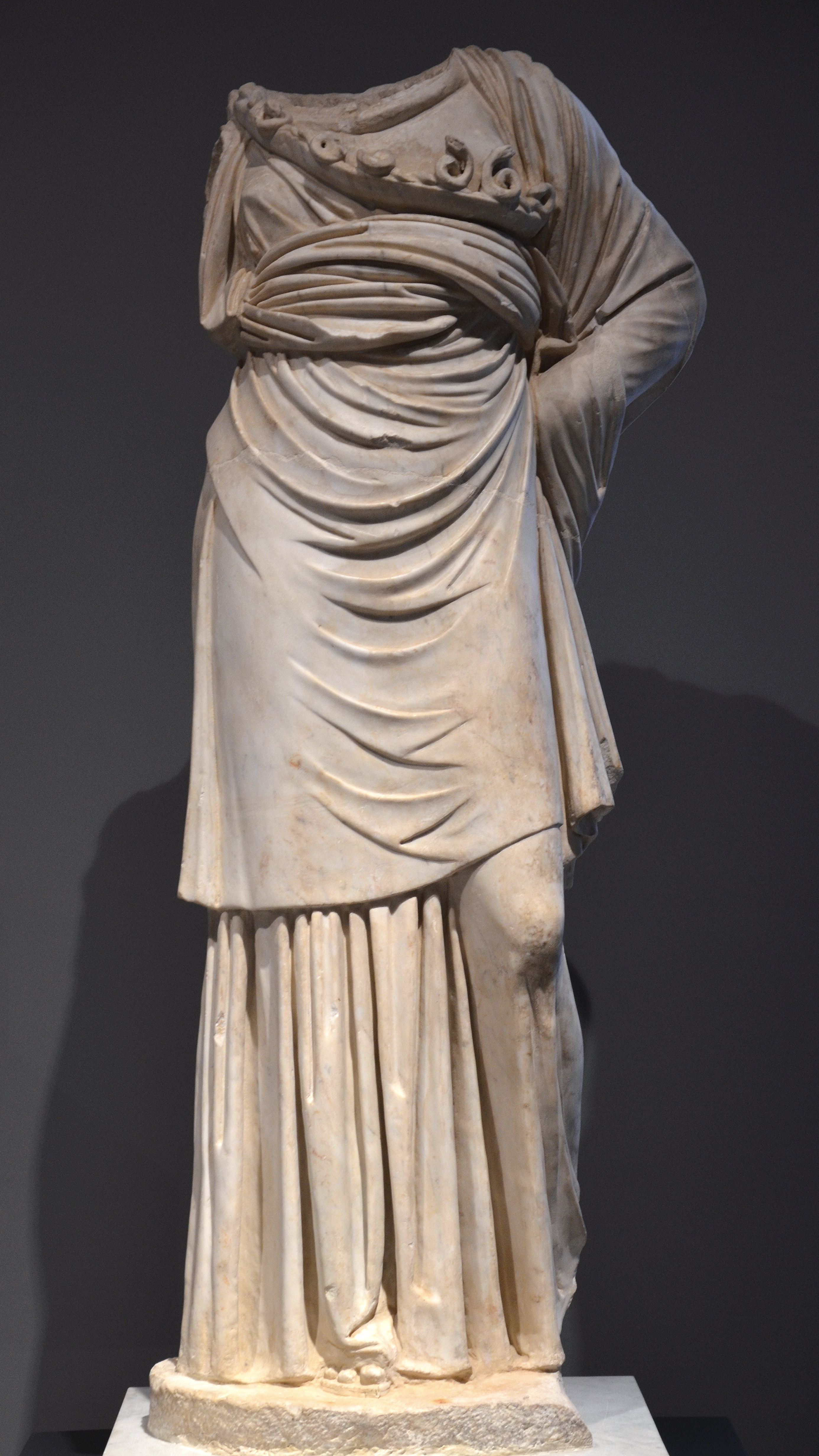
Statue acéphale du type Athéna Vescovali. Palais Massimo des Thermes.
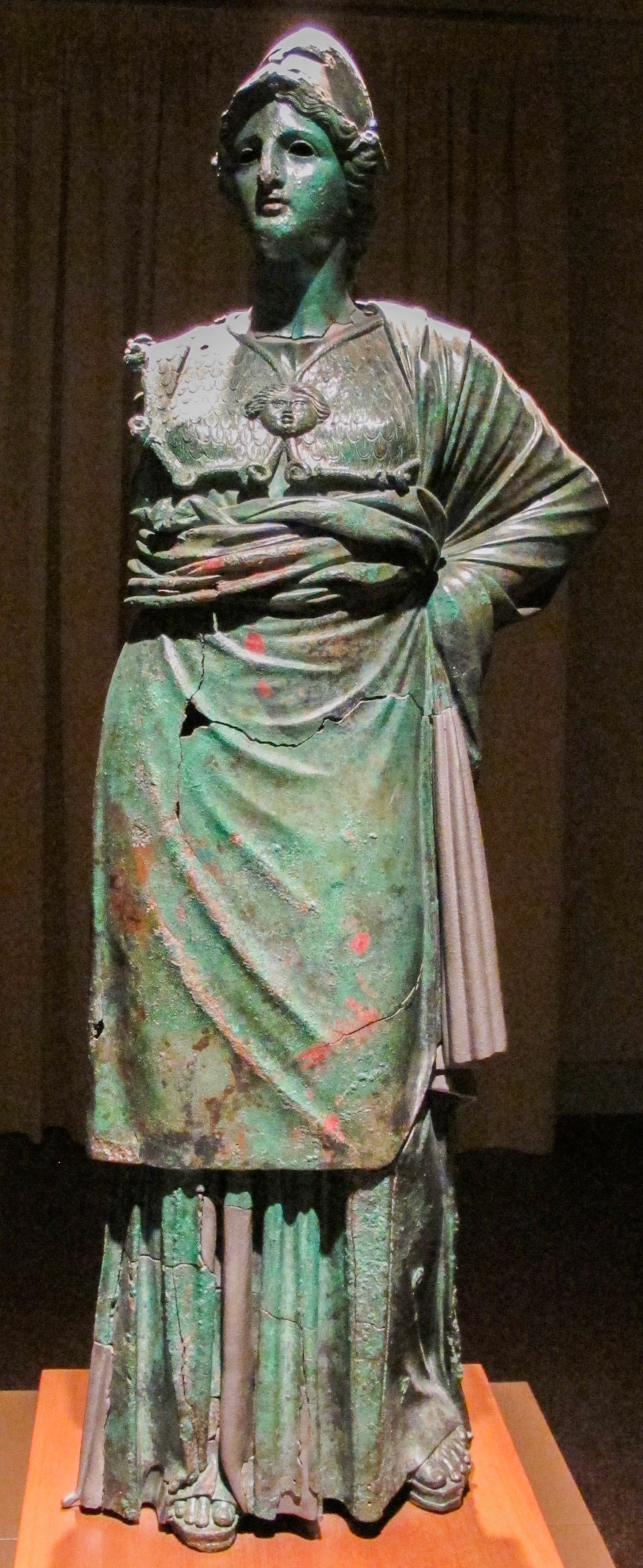
Minerve d'Arezzo, type Vescovali. Musée archéologique national (Florence).
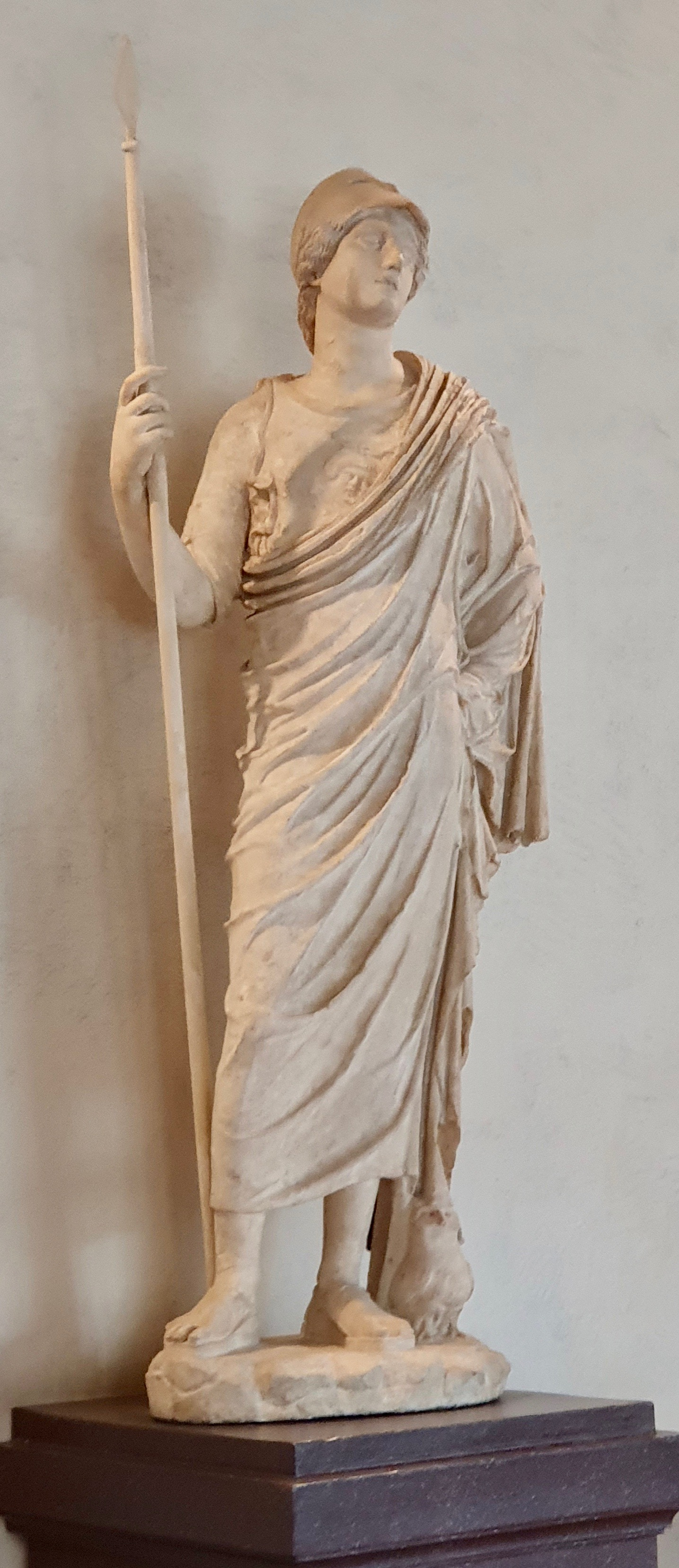
Athéna Rospiogliosi. Galerie des Offices.
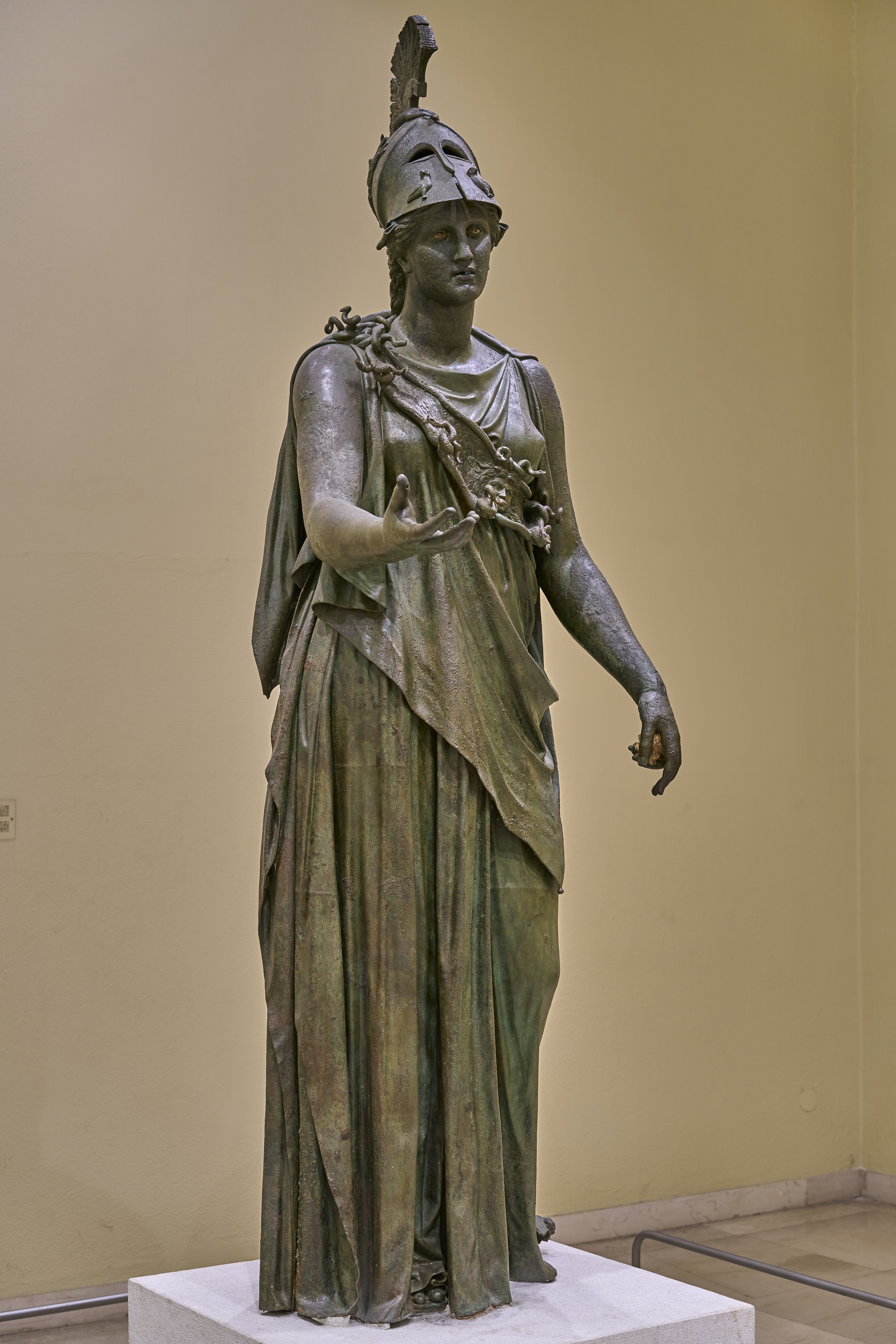
Athéna du Pirée. Musée archéologique du Pirée.
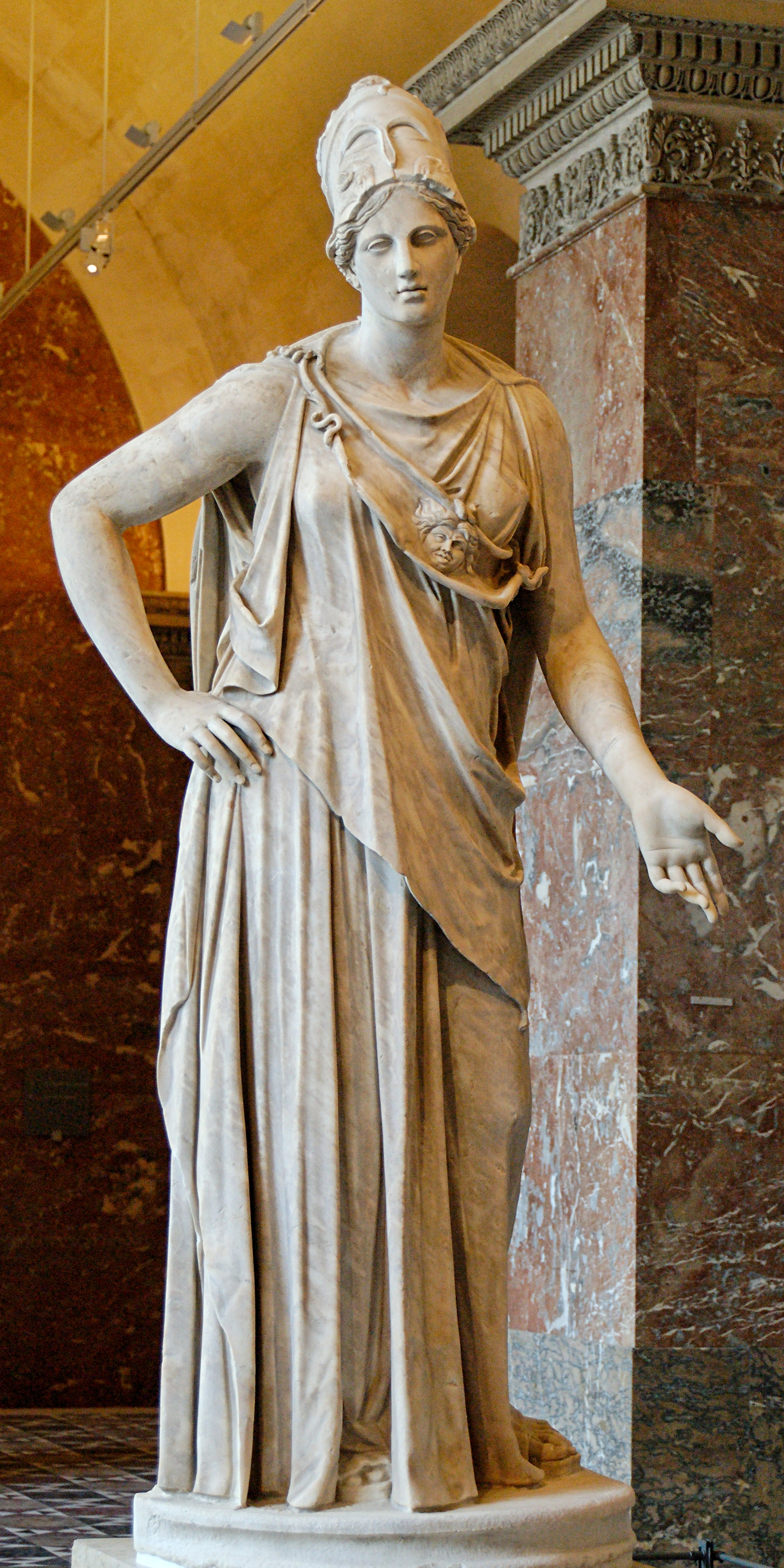
Athéna Mattéi. Musée du Louvre.
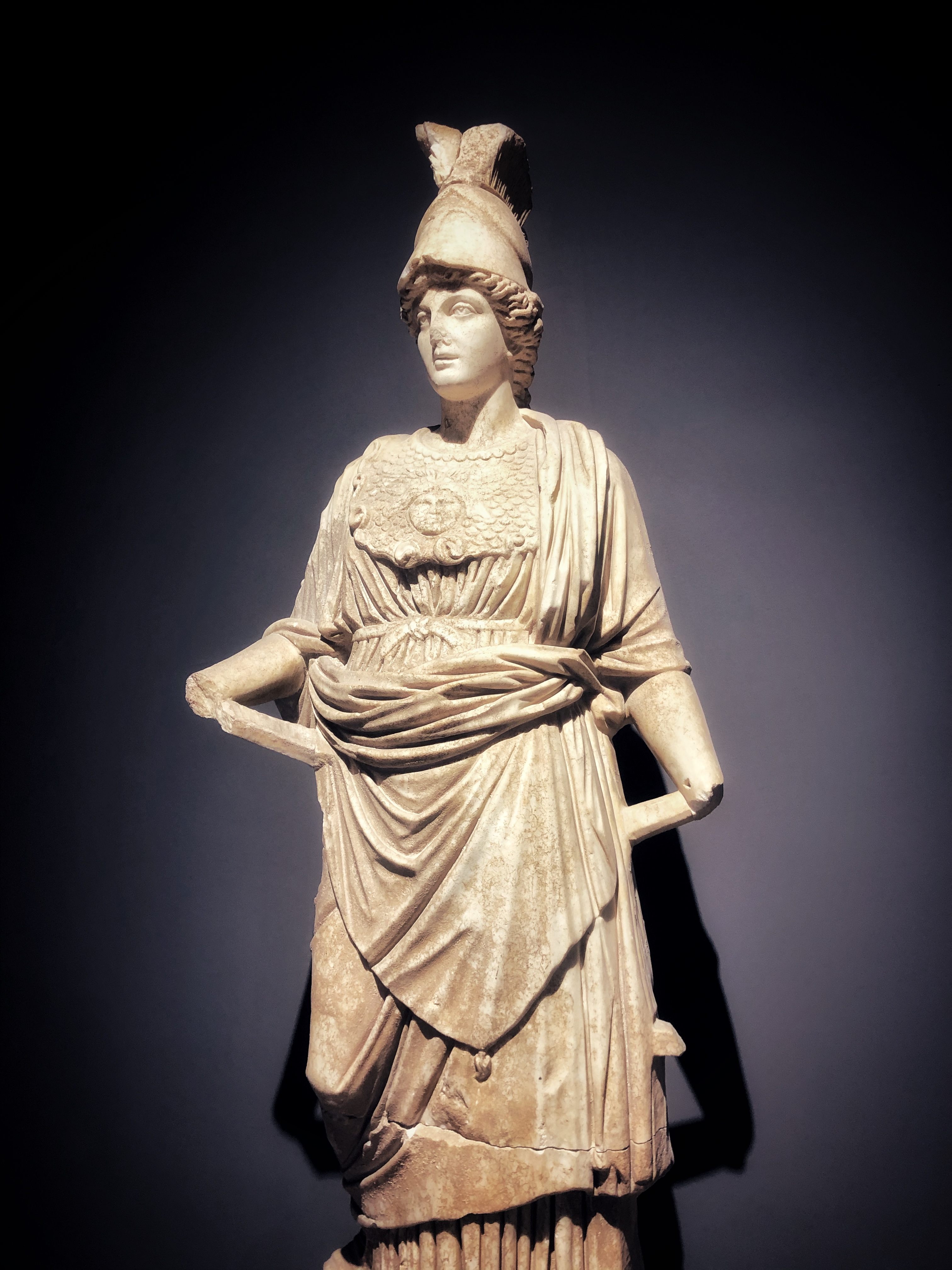
Statue d'Athéna provenant de Pergé (Asie Mineure), copie romaine d'un modèle du IIIe siècle av. J.-C. Musée d'Antalya.
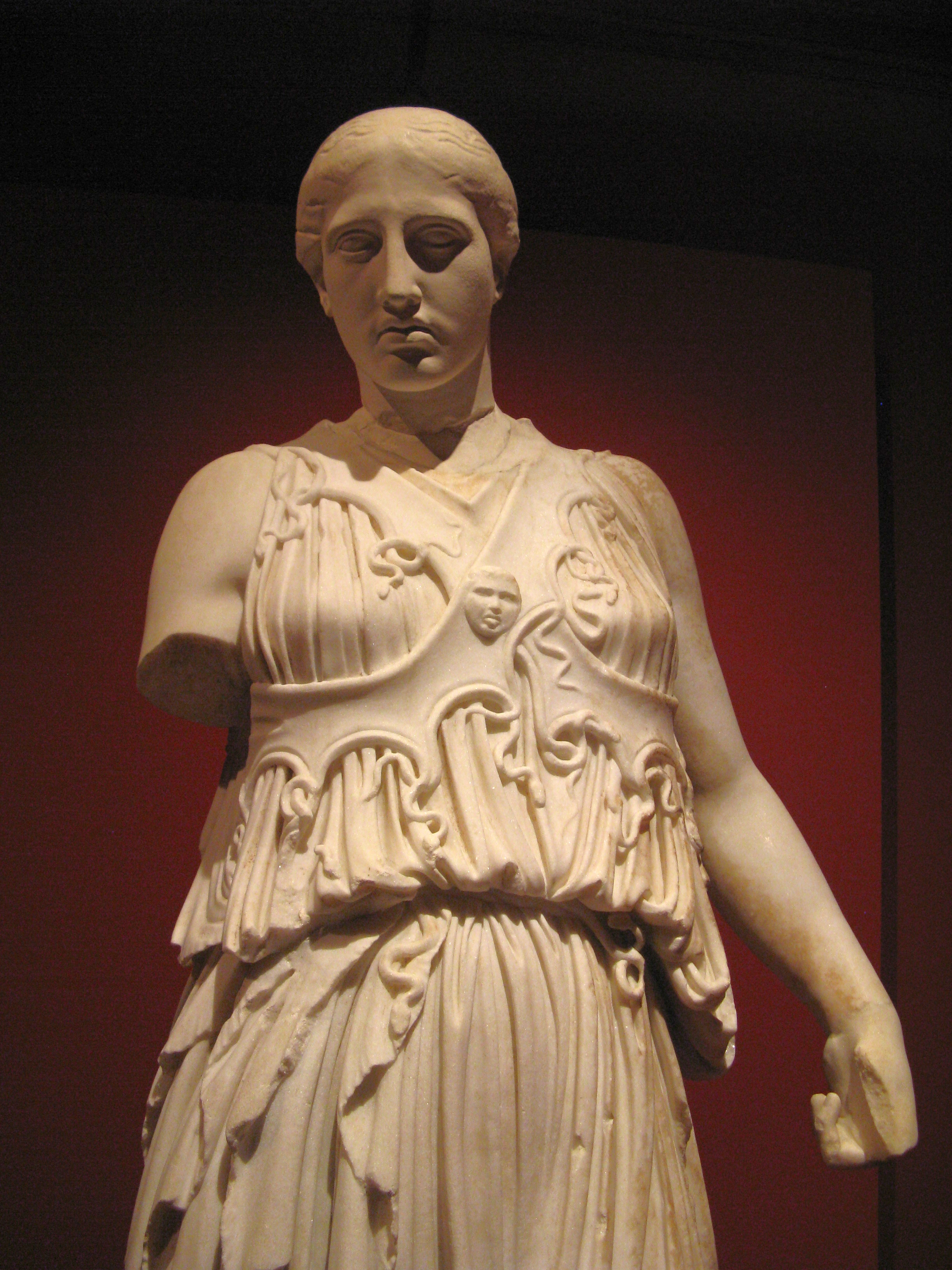
Athéna à l'égide en croix. Pergamon Museum.

## Autres représentations d'Athéna seule
Les représentations d'Athéna sont très variées et prennent bien d'autres formes.
Ainsi, certaines représentations sont aniconiques, ne représentant pas la déesse de manière figurée, que ce soit sous forme humaine ou par ses attributs. Il s'agit de sortes de piliers, de poteaux ou de poutres indiquant la présence de la déesse dans des lieux de culte, évoqués notamment par Pausanias qui en observe à l'époque romaine.
Dès l'époque archaïque Athéna est souvent représentée sur des monnaies, en particulier du côté face avec sa tête de profil, portant un casque, qui renvoie aux types Promachos et Polias, donc à sa fonction de protectrice des communautés. On lui associe au revers des animaux la symbolisant : la chouette athénienne, aussi Pégase à Corinthe, ou encore la grenade à Sidé, etc.
Il existe aussi des représentations de la déesse assise ou trônant : figurines et statuettes, peintures sur vases, monnaies. Pausanias (I, 26, 4) évoque une représentation d'Athéna par Endoios (v. 530-525) que l'on a rapprochée d'une statue fragmentaire de jeune femme mise au jour sur l'Acropole athénienne. Strabon (XIII, 601) mentionne des statues d'Athéna assise à Phocée, Chios, Massalia et Rome. Des statuettes en terre cuite de déesses trônant et ornées de nombreux bijoux, diffusées en particulier en Sicile, sont souvent désignées comme des Athéna Lindia, parce qu'elle suivraient le modèle de la statue de culte de la déesse à Lindos telle que décrite dans l'inscription de la Chronique de Lindos (on a aussi pu parler d'« Athéna Polias trônant » d'après la statue d'Endoios). Mais elles ne représentent probablement pas toutes Athéna, et pourraient plus souvent figurer Déméter.
Les bas-reliefs sur stèles athéniens des Ve – IVe siècle av. J.-C. fournissent aussi des représentations d'Athéna sous différents aspects. Parmi les œuvres les plus remarquables se trouve l'Athéna « contemplative » ou « mélancolique », renvoyant peut-être à un contexte sportif ou des représentations d'Athéna casque à la main, comme un relief de la collection Landsowne.

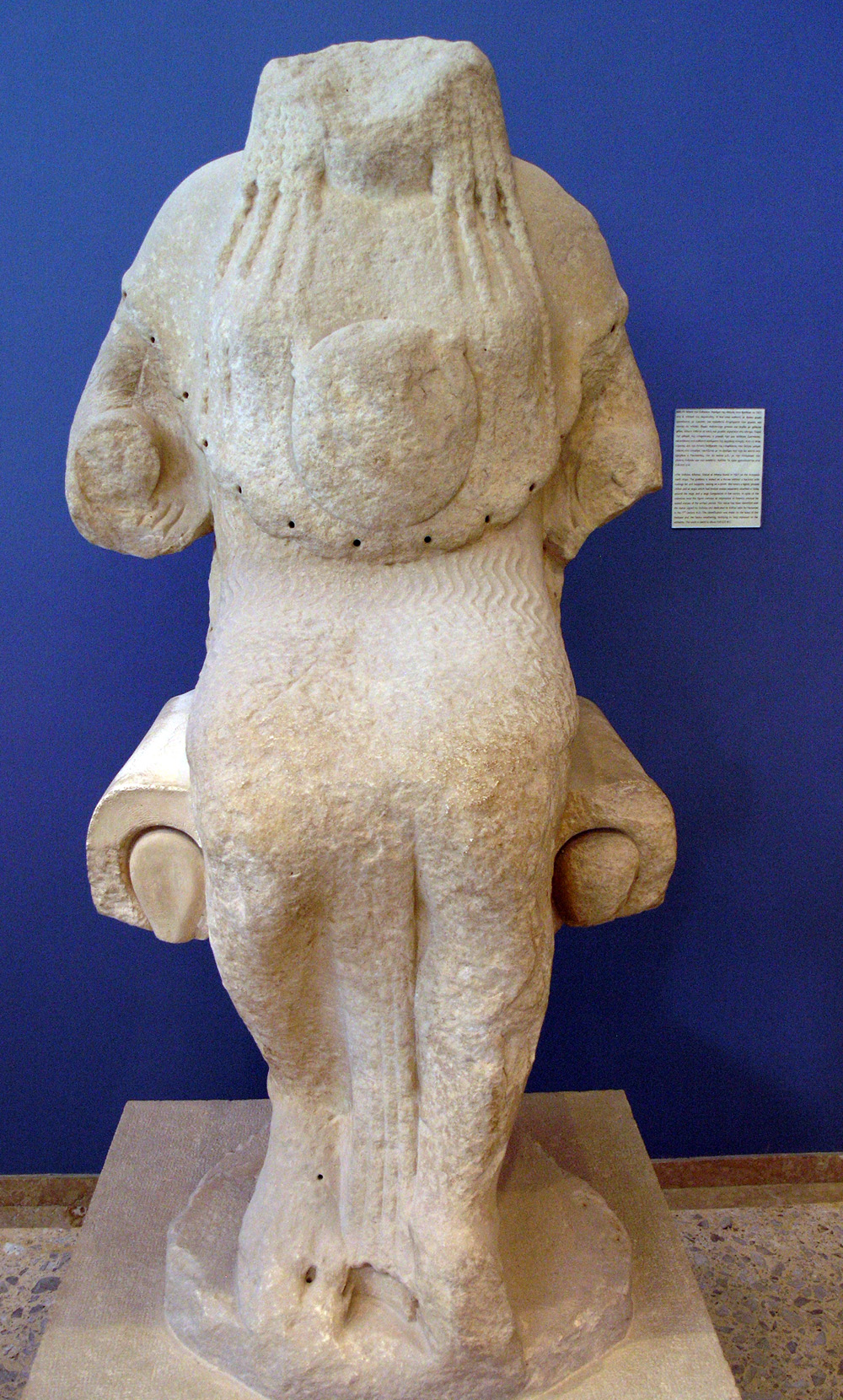
Korè assise, généralement reconnue comme l'Athéna assise d'Endoios. Musée de l'Acropole d'Athènes.
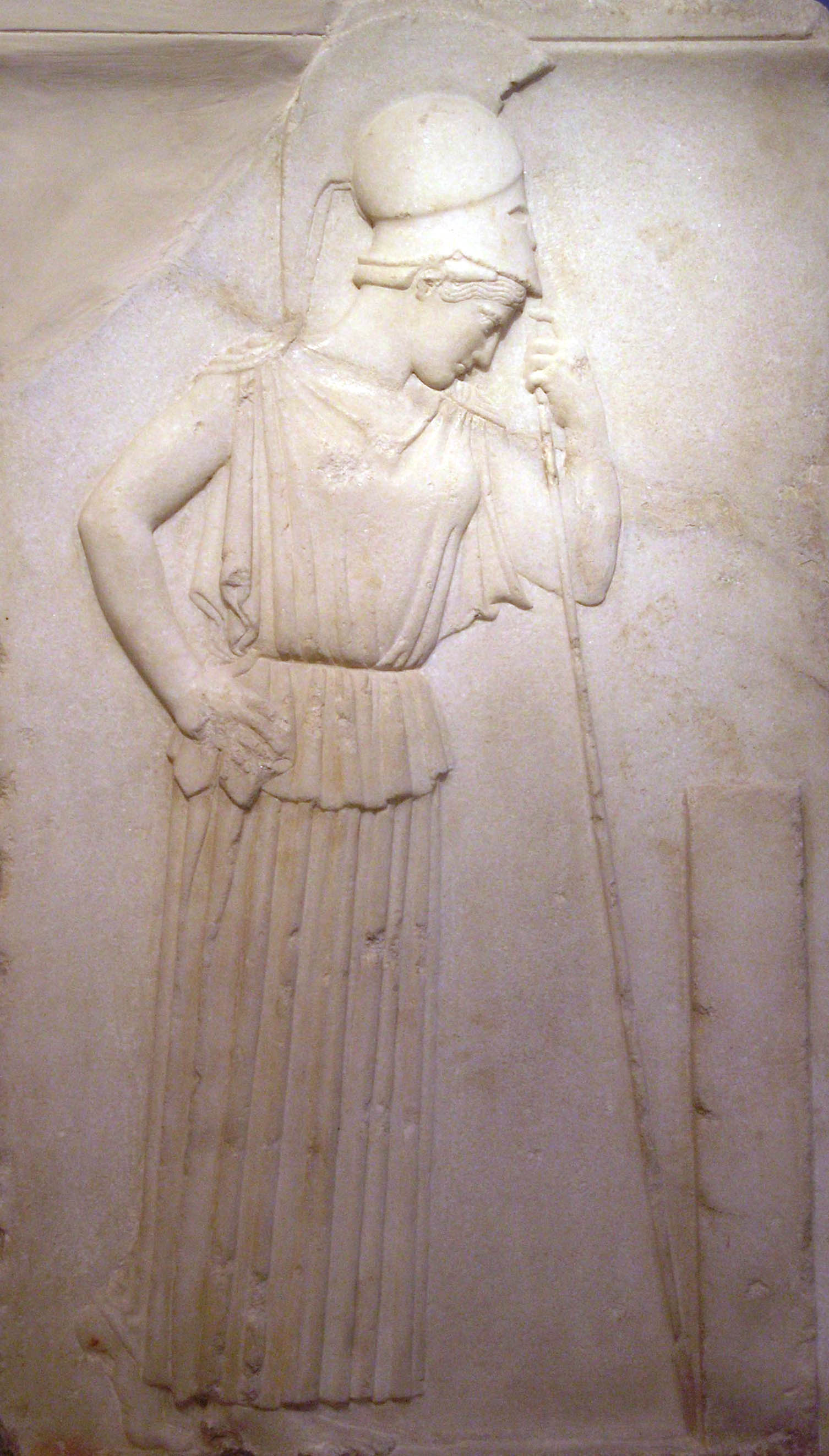
Athéna « contemplative », vers 460 avant notre ère. Musée de l'Acropole d'Athènes.
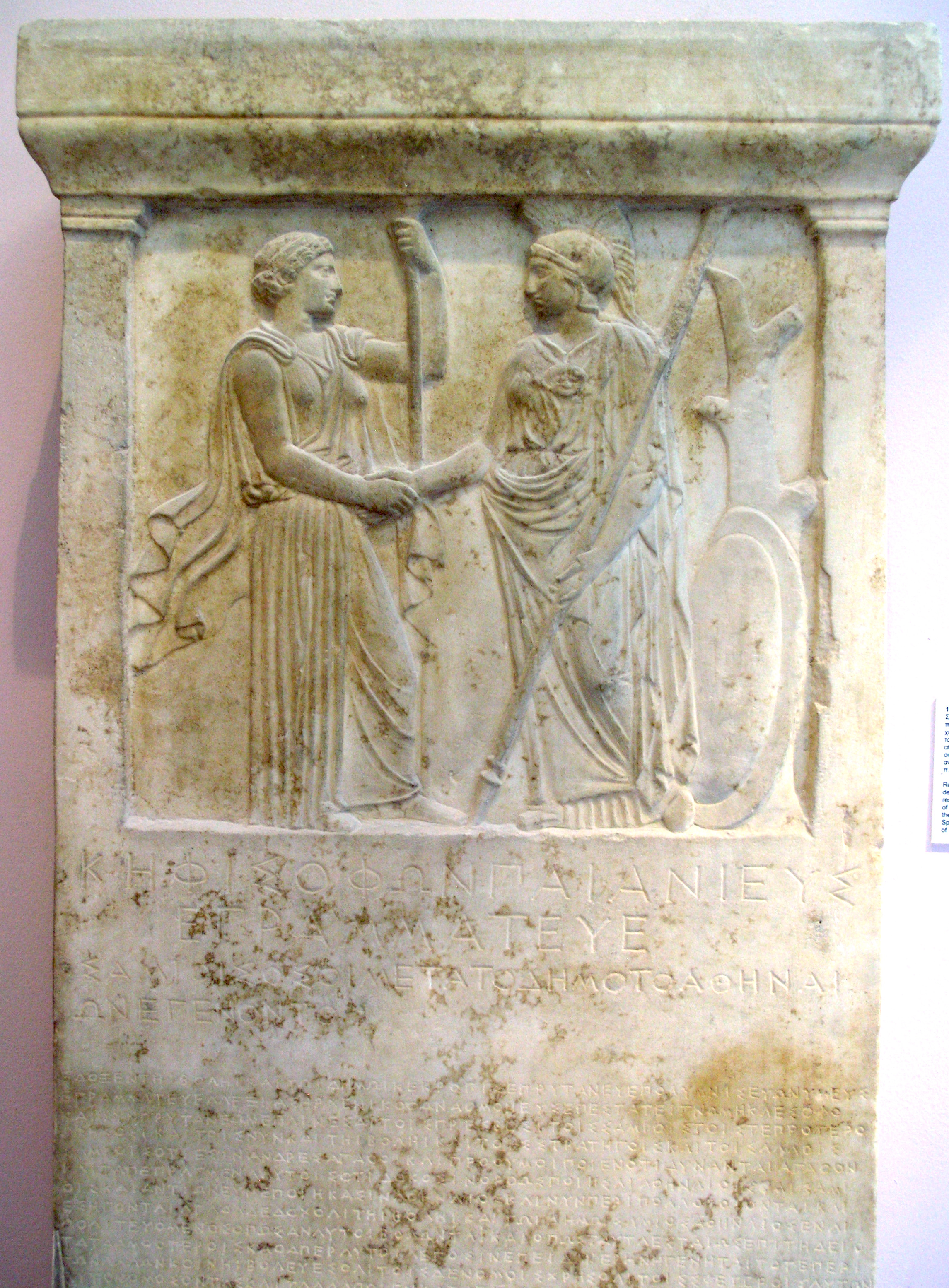
Stèle commémorant la loyauté de Samos envers Athènes après la défaite de la seconde face aux Spartiates à Aigos Potamos (405). Les deux cités sont symbolisées sur le bas-relief par leurs déesses tutélaires respectives, Héra et Athéna, se serrant la main. Musée de l'Acropole d'Athènes.

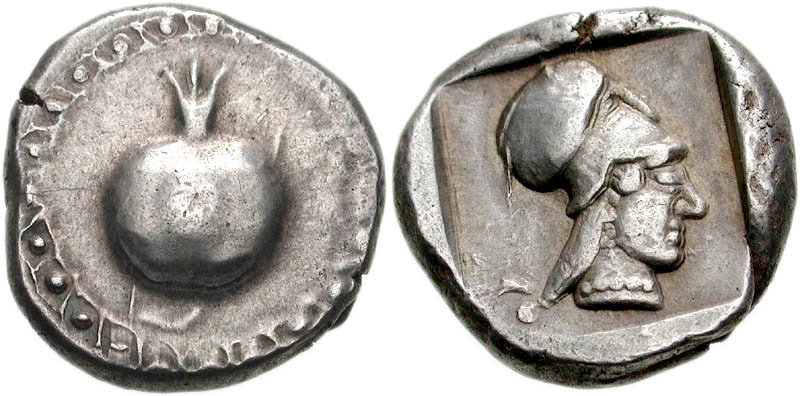
Statère de Sidé, v. 460-430 av. J.-C., représentant la tête d'Athéna et une grenade.
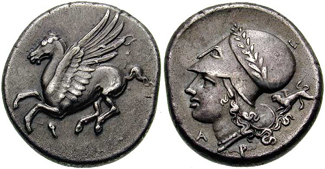
Statère de Corinthe, v. 405-345 av. J.-C., représentant la tête d'Athéna et Pégase.
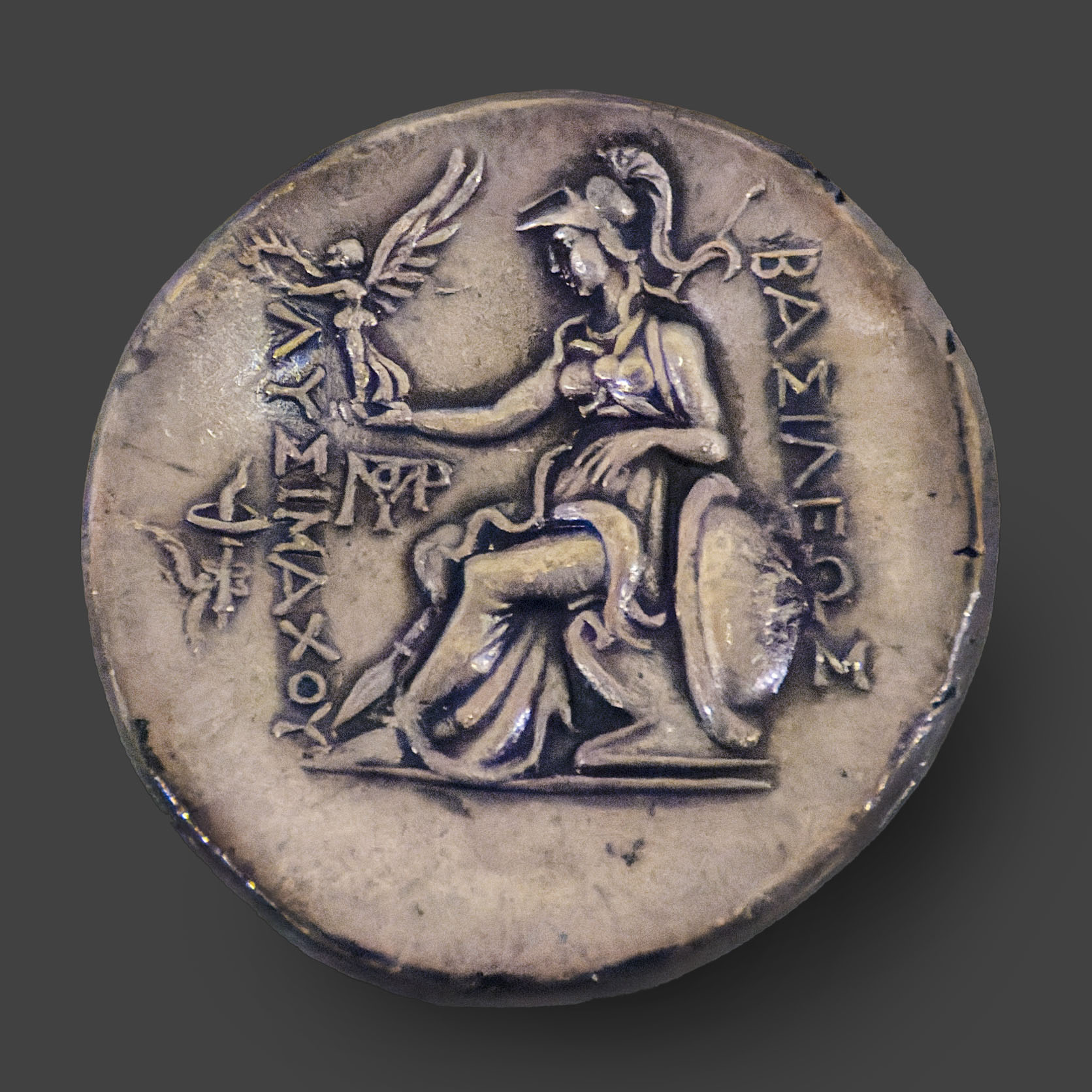
Tétradrachme de Lysimaque de Macédoine (285-281 av. J.-C.) représentant Athéna sur un trône tenant la Victoire. Museo Casa de la Moneda.
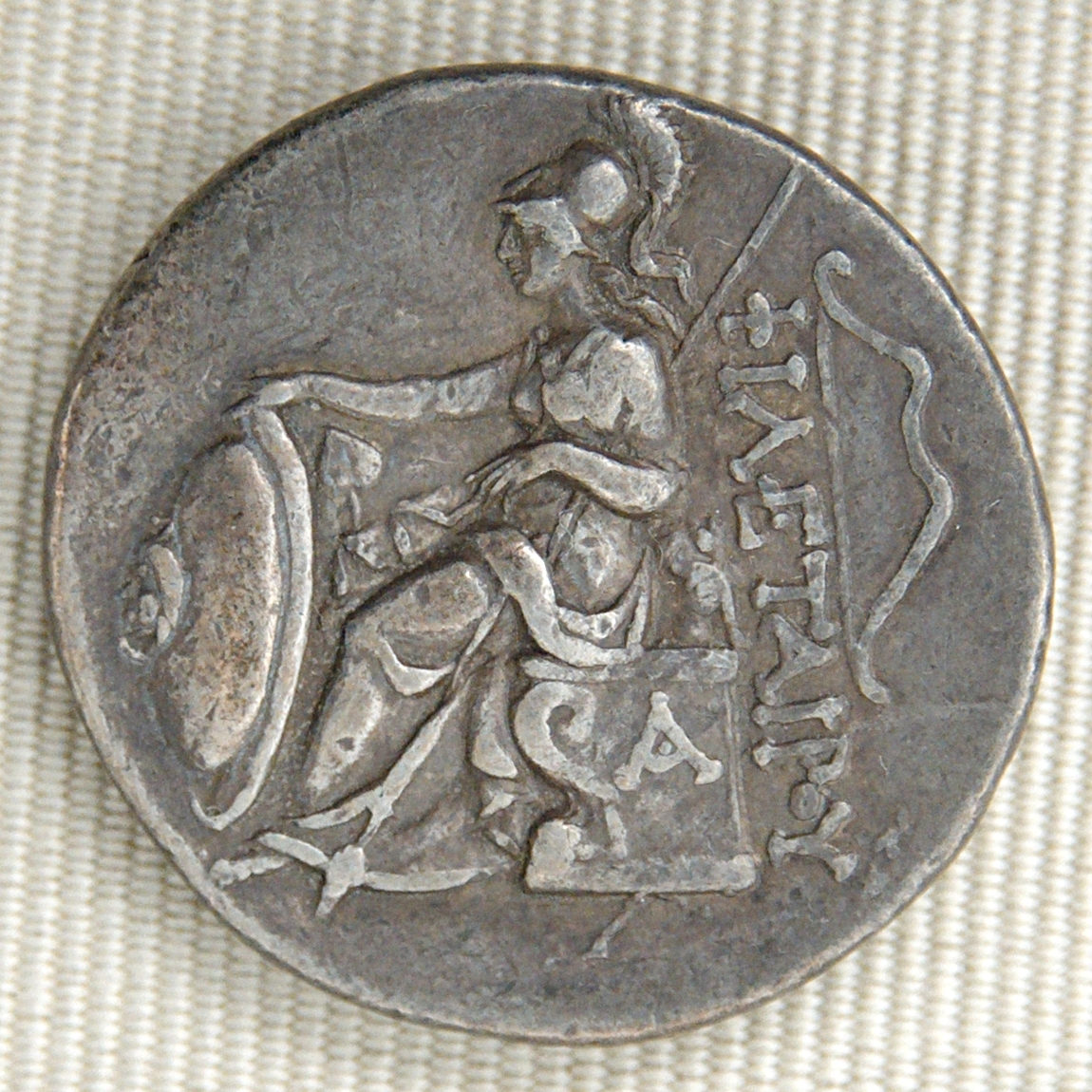
Tétradrachme d'Eumène Ier (263-241 av. J.-C.) de Pergame représentant Athéna assise sur un trône. Cabinet des médailles.

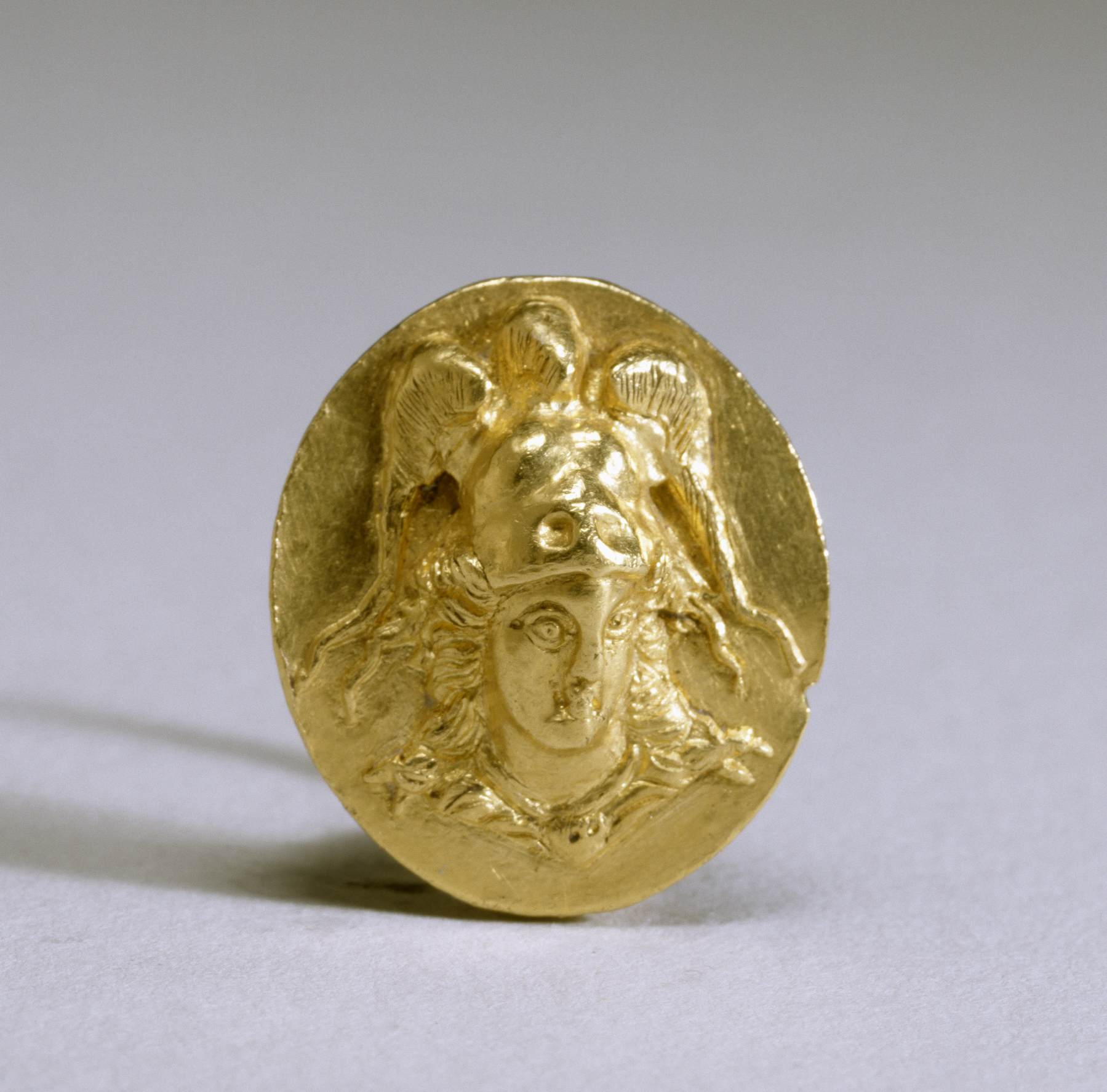
Bague en or représentant Athéna casquée de face, cheveux au vent. IIIe siècle av. J.-C. Walters Art Museum.
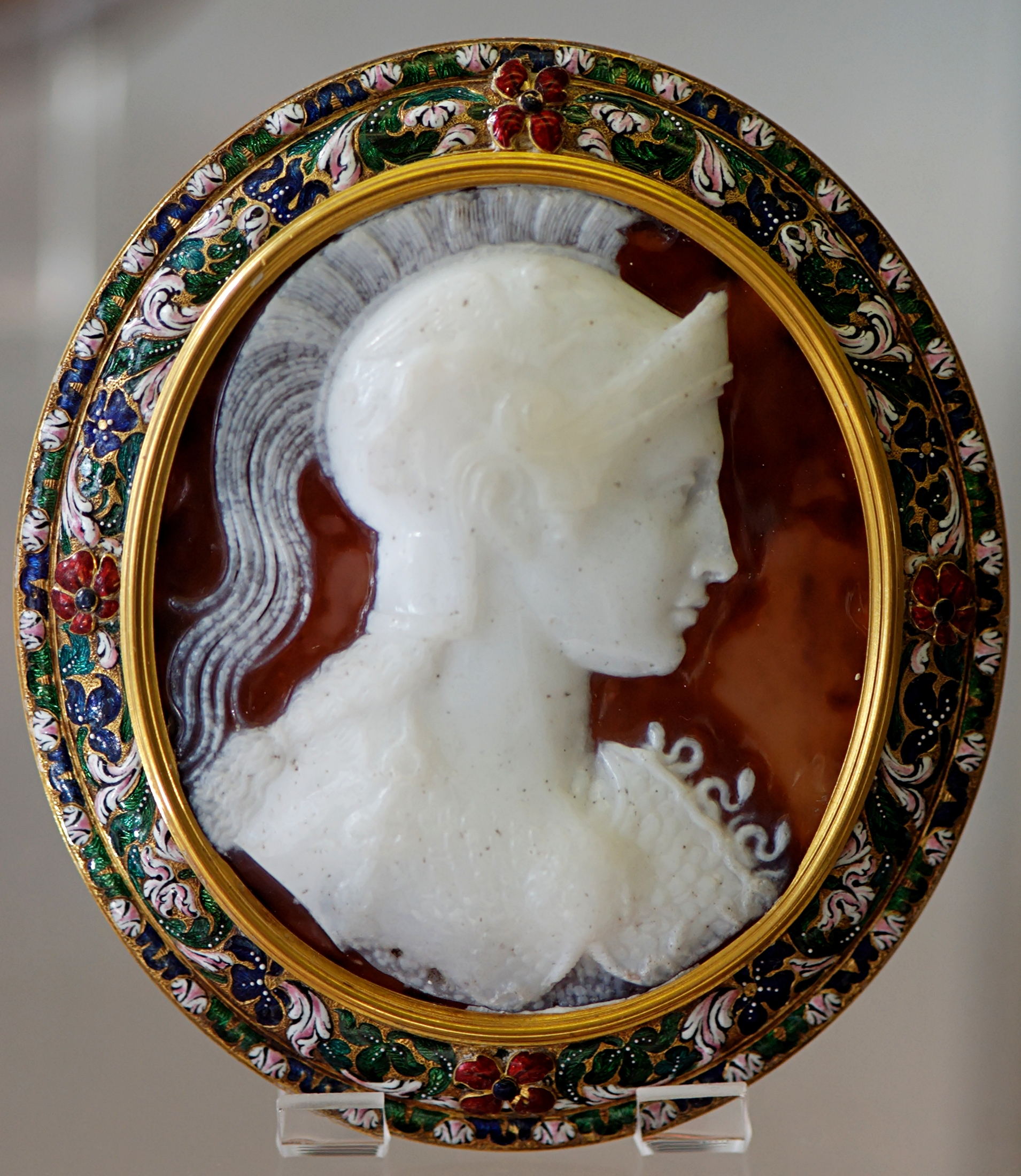
Athéna portant l'égide. Camée en sardonyx, fin du Ier siècle av. J.-C. ; monture en or émaillé de la fin du XVIIe siècle. Cabinet des médailles.

## Athéna dans les scènes narratives
De nombreuses représentations d'Athéna s'intègrent dans des scènes narratives reprises de la mythologie grecque et des épopées, et la mettent donc en relation avec d'autres divinités et des humains.
Dès l'époque archaïque les vases peints représentent la naissance de la déesse, sa participation à la Gigantomachie, au jugement de Pâris, à l'introduction d'Héraclès dans l'Olympe. Elle est aussi représentée au sein d'assemblées divines, ou bien avec d'autres divinités, notamment Zeus, Poséidon et Héphaïstos. Son rôle de protectrice des héros est également une source d'inspiration pour les artistes, par exemple la décapitation de Méduse par Persée, conseillé par Athéna. Elle figure également dans des scènes rituelles, en Promachos accueillant des processions.

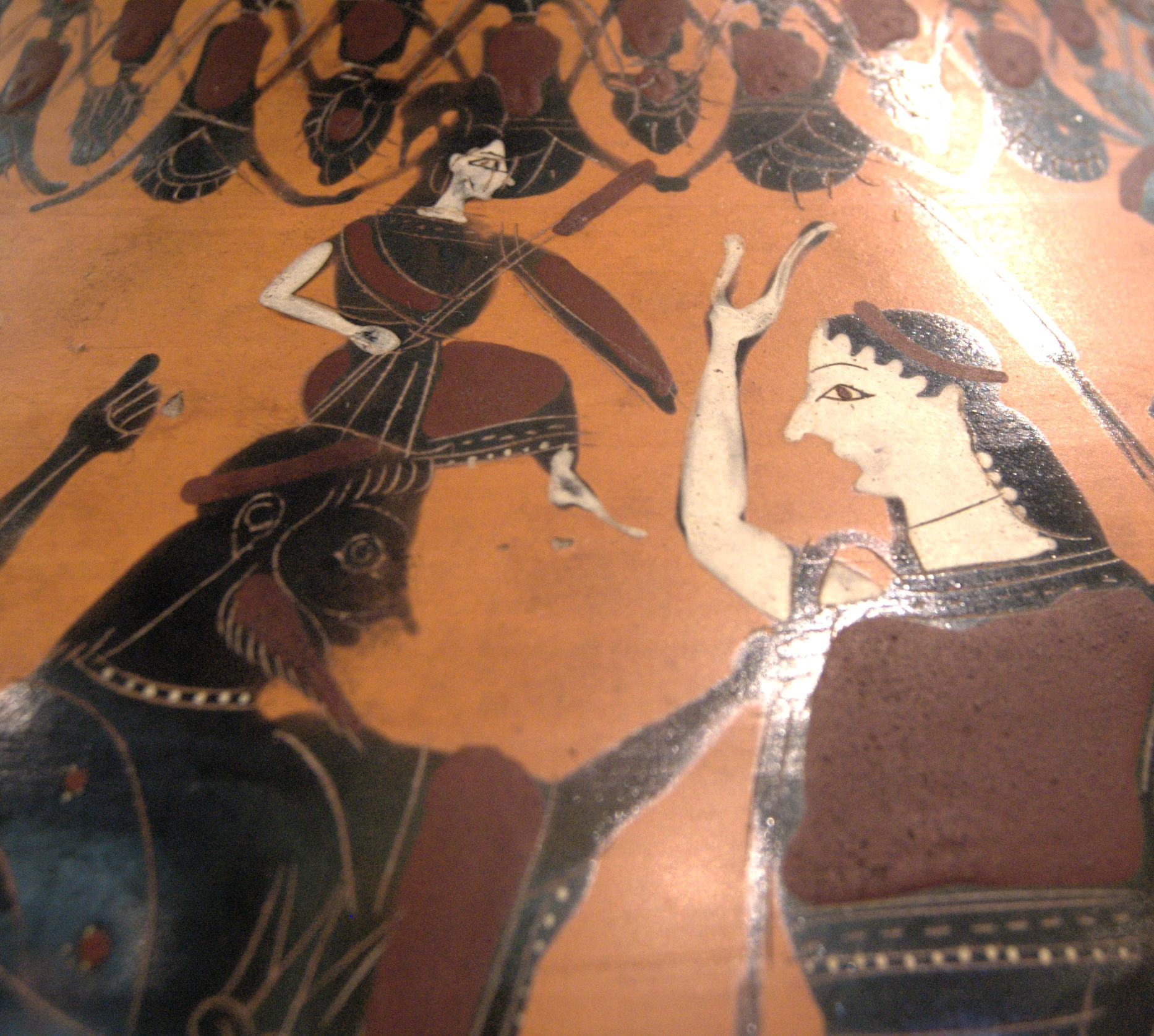
Naissance d'Athéna qui surgit en armes du crâne de Zeus, Ilithyie (?) à droite. Détail d'une amphore à figures noires, v. 550-525 av. J.-C.
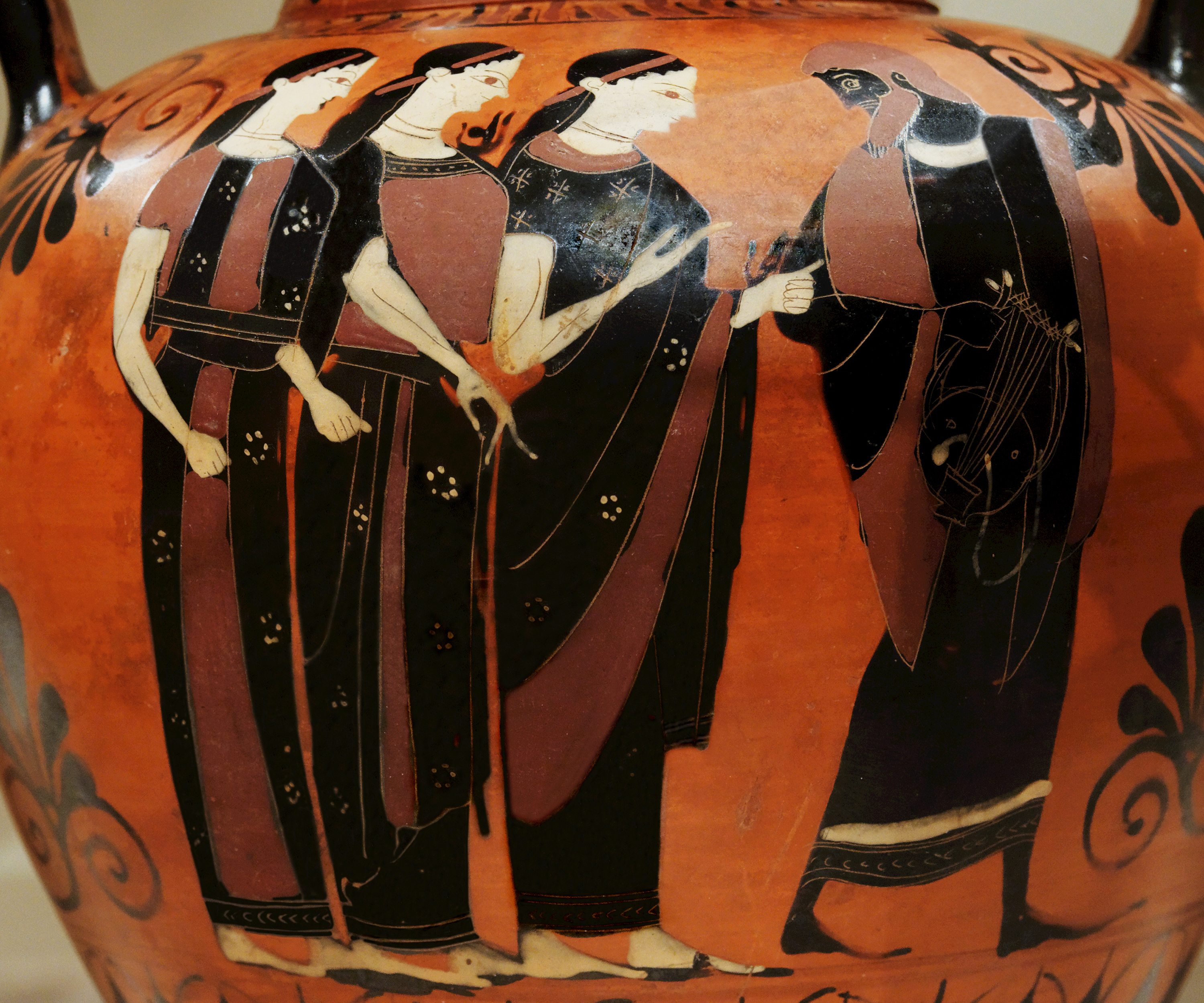
Le jugement de Pâris, détail d'une amphore à col attique à figures noires, v. 540-530 av. J.-C. Metropolitan Museum of Art.
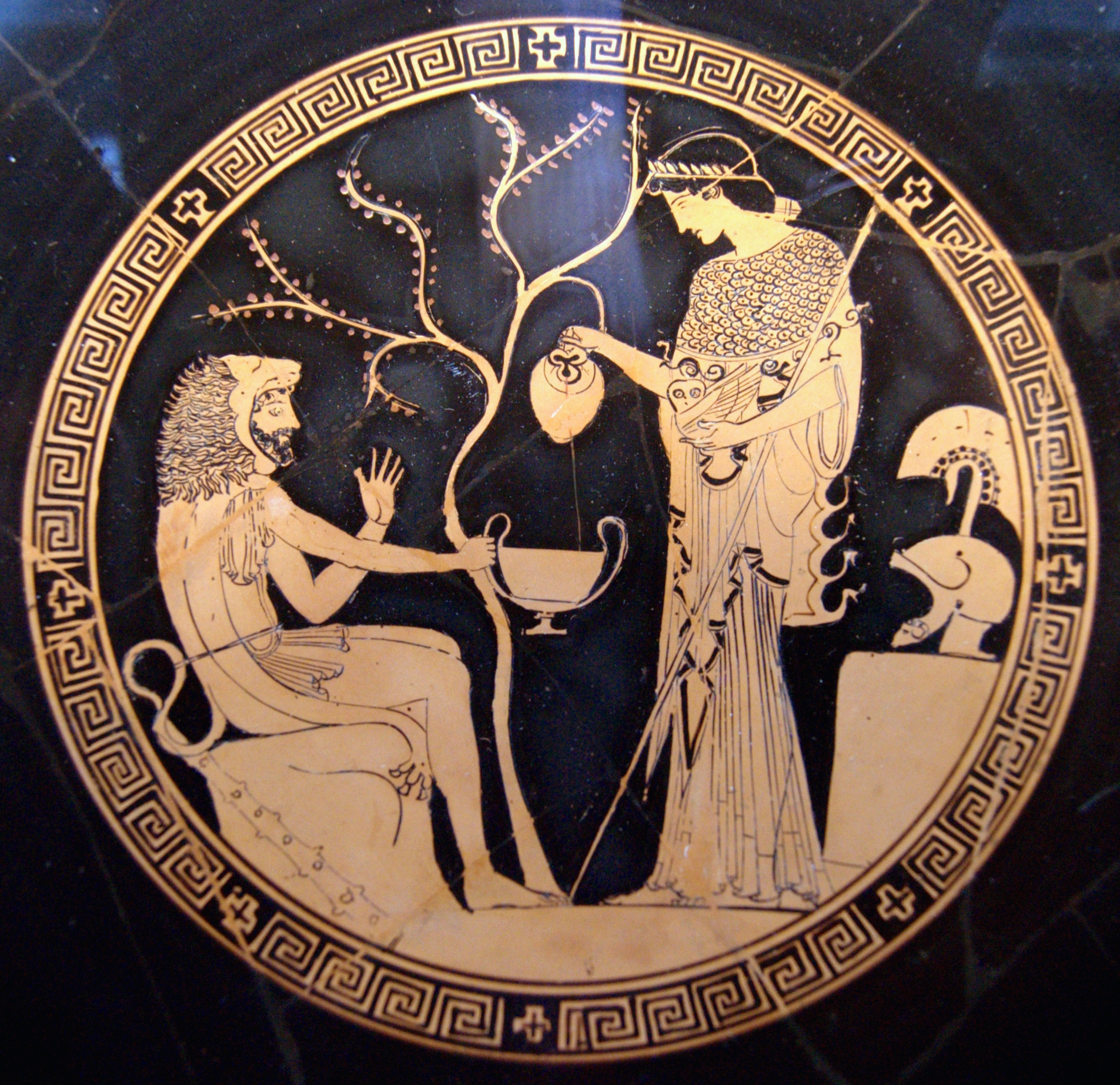
Athéna et Héraclès, médaillon d'un kylix attique à figures rouges, 480-470 av. J.-C., Vulci. Collections d'Antiquités de l'État bavarois.
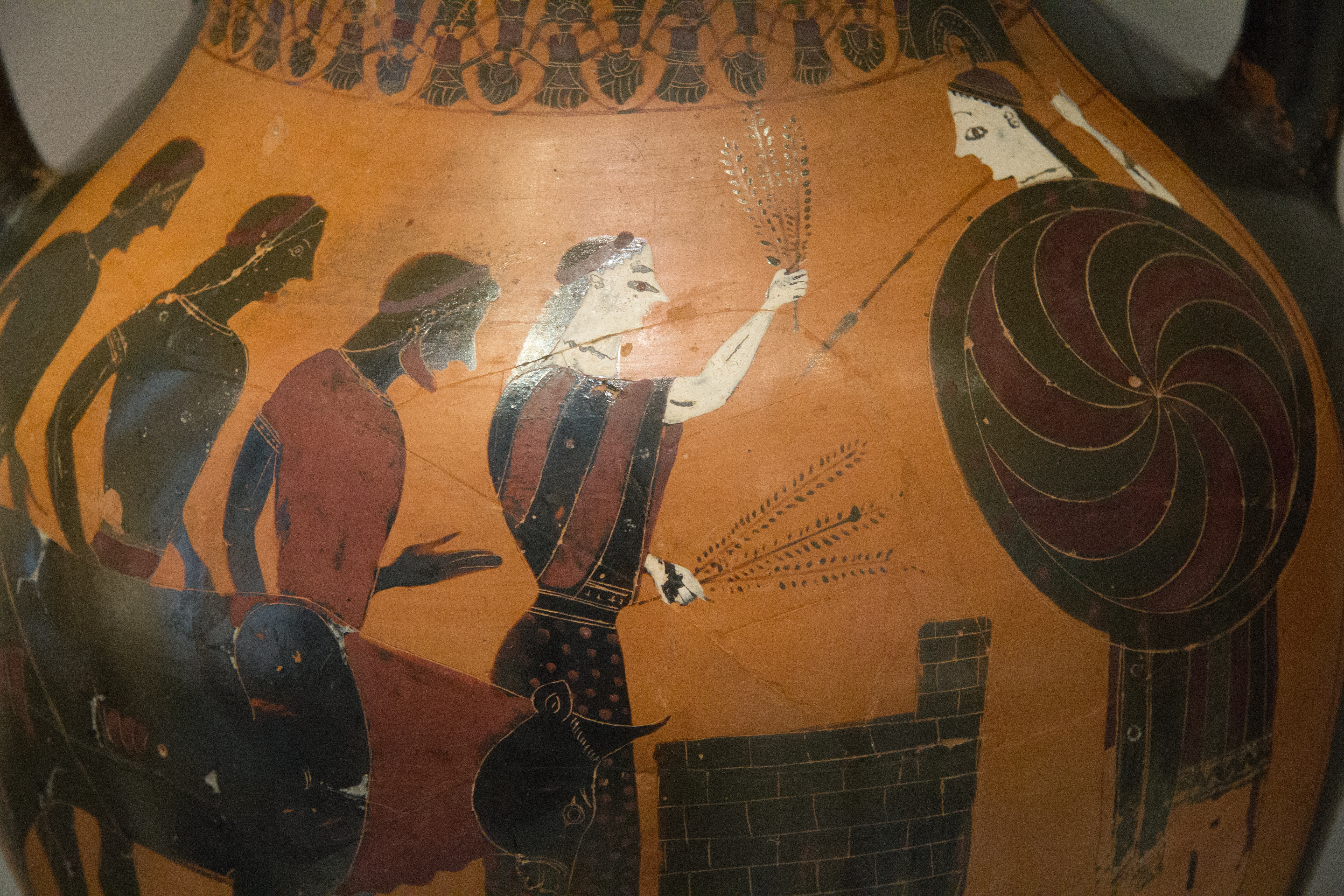
Scène de sacrifice à Athéna, détail d'une amphore à figures noires, v. 550-540 av. J.-C., Vulci. Antikensammlung Berlin.

Sur les édifices sacrés, des scènes de Gigantomachie sont représentées sur les temples archaïques de l'Acropole d'Athènes, dont seuls des fragments subsistent, sur le trésor de Siphnos à Delphes. Athéna est représentée sur le fronton du temple d'Aphaïa à Égine.
Pour l'époque classique, le programme décoratif des temples de l'Acropole athénienne domine. On retrouve ses images sur l'Érechthéion et le temple d'Athéna Niké, mais les réalisations les plus célèbres sont celles du Parthénon : sur la frise des Panathénées qui la représente avec d'autres divinités et une Gigantomachie, sur les frontons, dont il ne reste que des fragments, d'un côté sa naissance et de l'autre sa dispute avec Poséidon,. Les scènes mythologiques et épiques sont encore représentées sur des vases peints et d'autres formes d'art. De cette période date le groupe de Myron, situé sur l'Acropole, représentant Athéna et le satyre Marsyas qui reprend l'aulos que la déesse a délaissé, connu par des textes et des copies,.

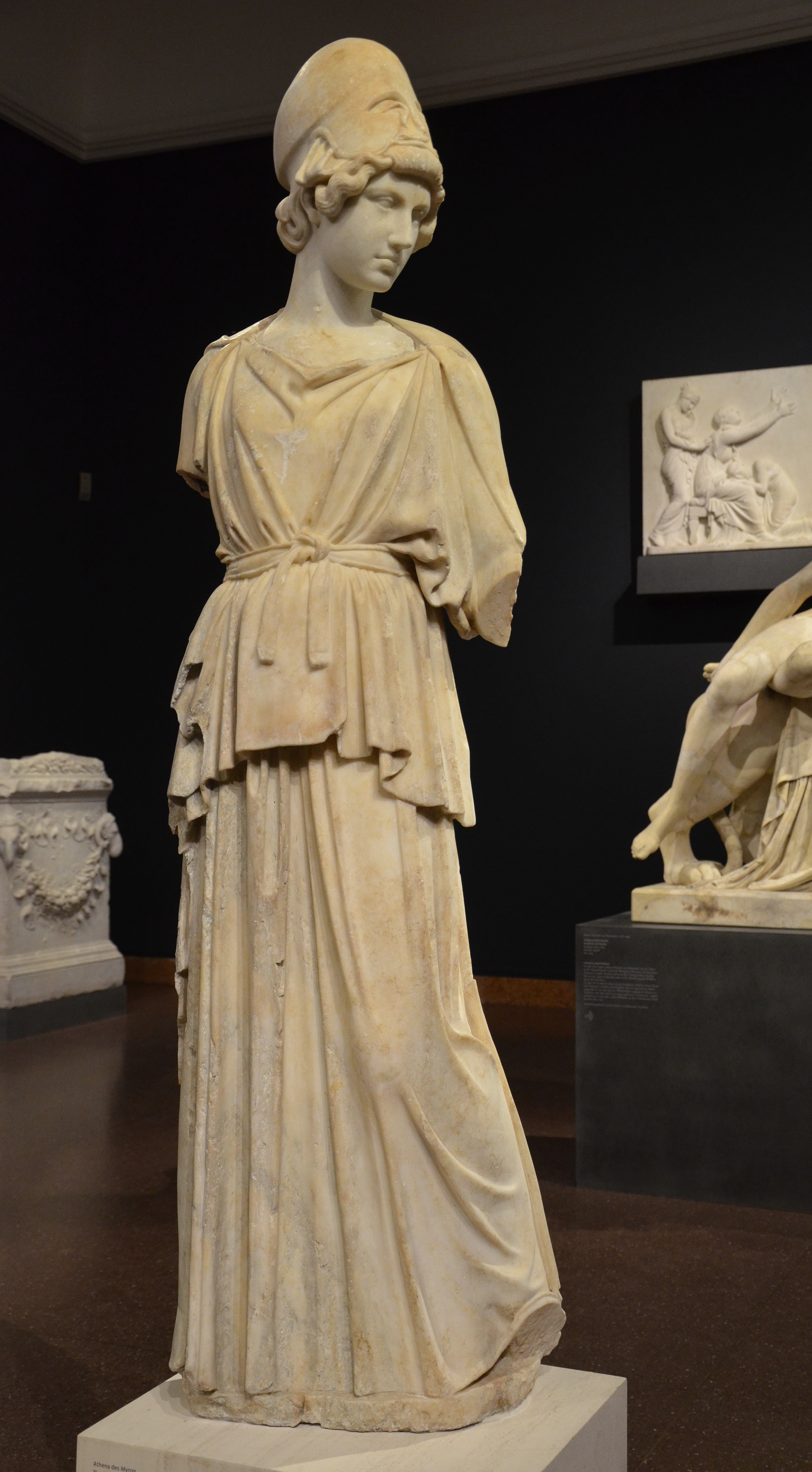
Athéna, du groupe d'Athéna et Marsyas, copie romaine du Ier siècle de notre ère d'un original daté de v. 460 av. J.-C. Liebieghaus, Francfort.
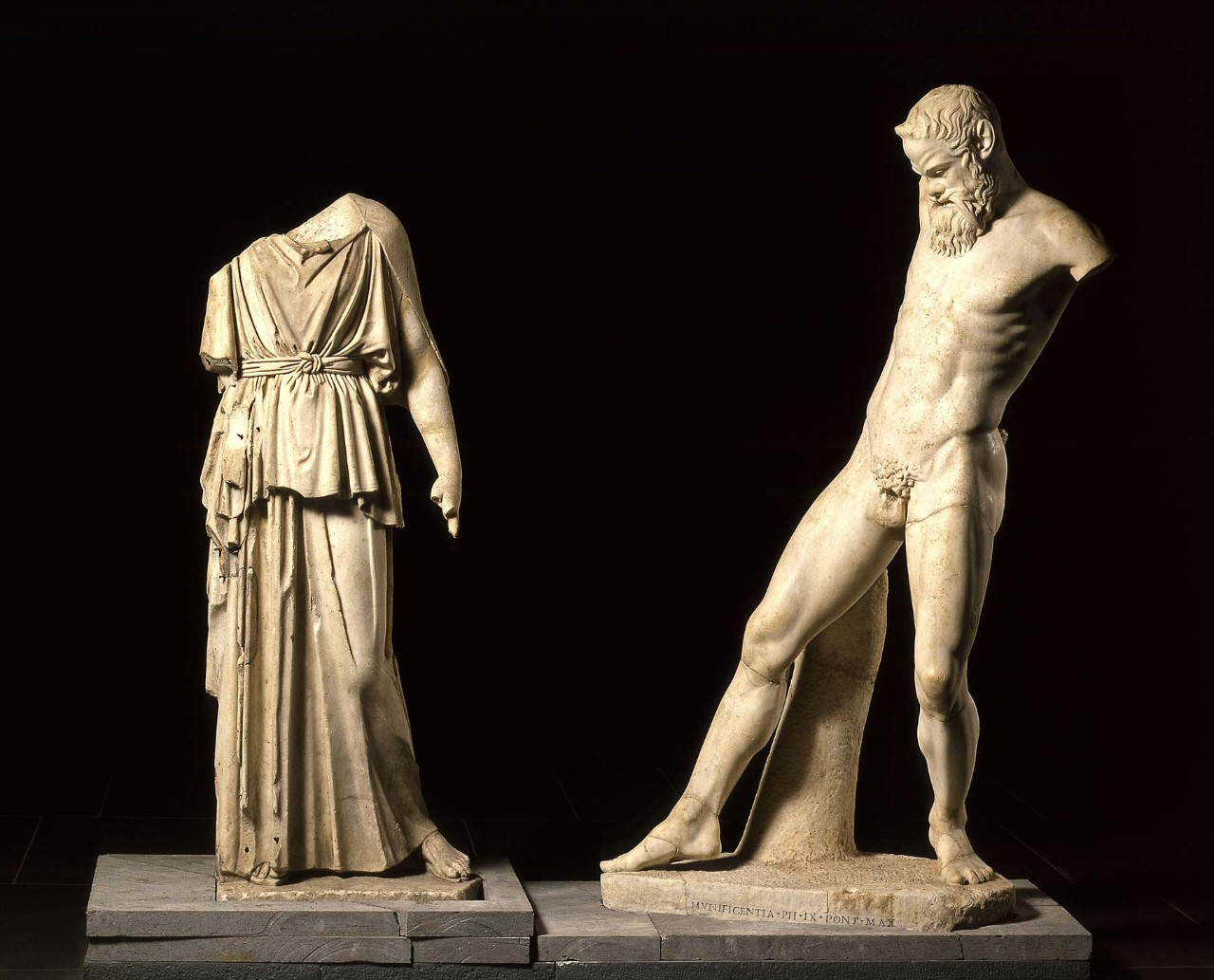
Marsyas, copie première moitié Ier siècle de notre ère et moulage en plâtre de l’Athéna dite « Lancellotti ». Musée grégorien profane.
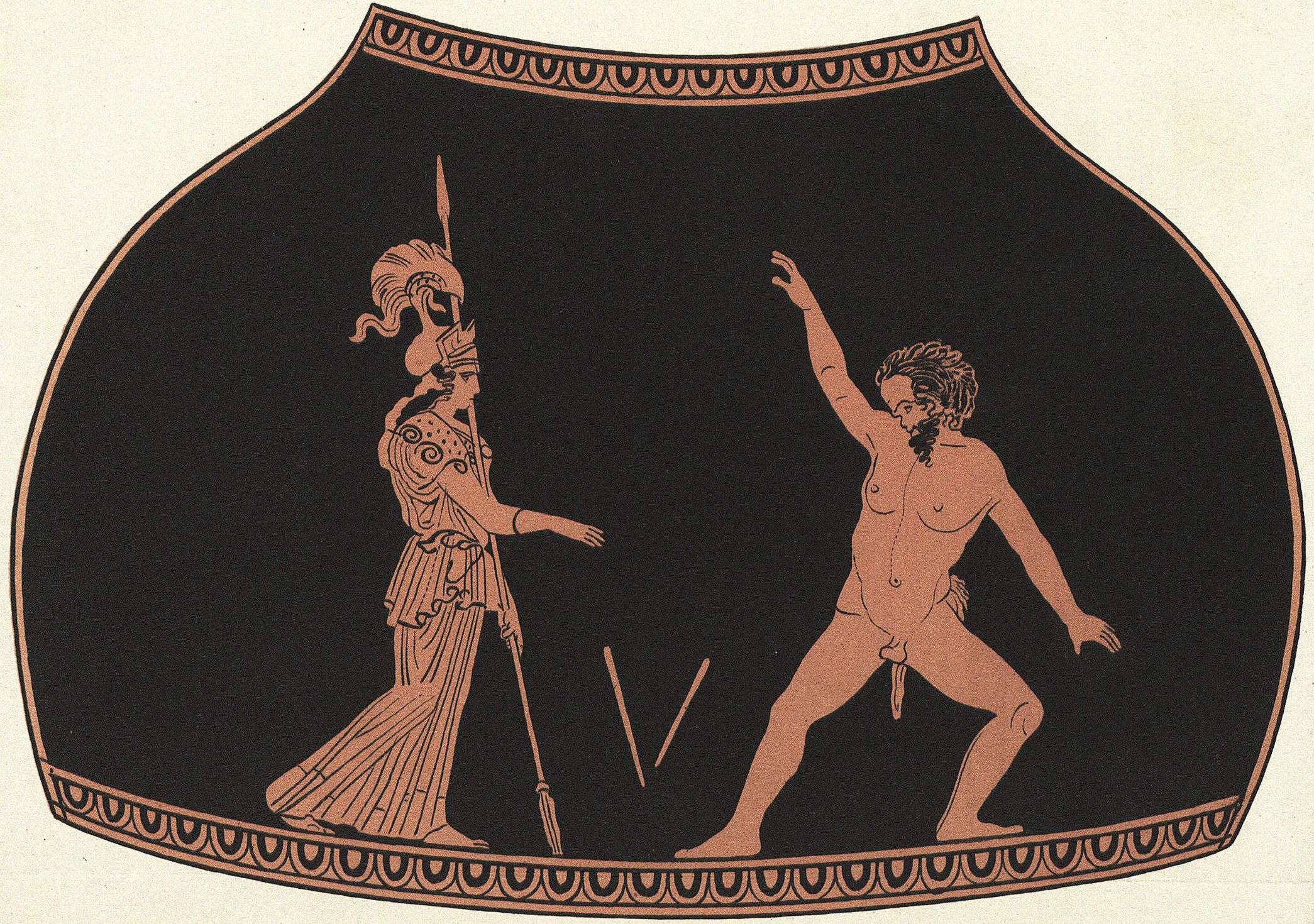
Athéna et Marsyas sur un vase attique à figures rouges, vers 440 av. J.-C. (Berlin 2418). Dessin de Gustav Hirschfeld, 1872.

Durant l'époque hellénistique, la disparition de la céramique figurée appauvrit le répertoire, malgré l'apparition d'autres formes de représentation comme les bols moulés « mégariens » ou les gemmes et sceaux, tandis que de probables représentations sur papyrus ont disparu. La Gigantomachie reste un sujet privilégié de représentation, notamment les reliefs du Grand Autel de Pergame, où Athéna est représentée affrontant le Géant Alcyoneus. Ce combat est aussi représenté en sculptures à Ilion et à Priène. En revanche les représentations de sa naissance ont disparu après le IVe siècle av. J.-C..
Les représentations de Minerve dans le monde romain découlent de ces types, s'intéressant notamment à ses liens avec Héraclès/Hercule, aussi sa naissance, la Gigantomachie, le jugement de Pâris, certains survivant même à la christianisation, en tant qu'images allégoriques ou décoratives.